# Lambézellec
Lambézellec (Lambezelleg en breton) est une ancienne commune du Finistère située au nord de Brest. Initialement paroisse de grande superficie, elle fut peu à peu grignotée par Brest avant de fusionner avec cette dernière le 28 avril 1945. Elle forme depuis cette date un quartier de la ville de Brest.
Il est desservi par les transports en commun de la ville de Brest ligne 2, 4 et 14. Une partie est aujourd'hui classée quartier prioritaire, avec environ un millier d'habitants.

## Histoire

### Étymologie et origines
Selon une hypothèse contestée, Lambézellec signifierait mot à mot en breton « village de lépreux » : cela aurait été donc un endroit où on aurait isolé les cacous (kakouz), c'est-à-dire les malades de la lèpre. Le docteur Zambacco, membre de l'Académie de médecine de Paris, affirma avoir encore identifié en 1897 des cas de lèpre à Rumengol ainsi qu'à Lambézellec. Suivant d'autres témoignages, il y en avait aussi dans les environs de Plouguerneau et de Lannilis. Ces cacous de Lambézellec fabriquaient des cordes.
Mais une autre origine semble prévaloir : un oratoire consacré à sainte Tudona, sœur de saint Gouesnou, dans un lieu primitivement dénommé Ploe-Beluoc, consacré initialement à saint Beluoc (un saint totalement oublié), qui se serait transformé par la suite en Lan-Beluoc ; puis le nom de la paroisse a évolué au fil du temps : Lamboseloc vers 1330, Lambezelzeuc vers 1350, Lambeseleuc en 1420, Lambezelec en 1467, Lanbézellec en 1774.
Issue du démembrement de l'ancienne paroisse de Ploubavas (Ploebeves), la paroisse de Lambézellec était très vaste, englobant toute la rive gauche de la Penfeld faisant actuellement partie de la ville de Brest et incluait donc Brest même, y compris le prieuré des Sept-Saints, qui dépendait de l'abbaye Saint-Mathieu de Fine-Terre et érigé en paroisse pendant le règne de Henri II, ainsi que la trève de Saint-Marc qui lui est rattachée à partir de 1681.

### Antiquité
La voie romaine allant de Landerneau à la Pointe Saint-Mathieu traversait Lambézellec. Des urnes cinéraires ont été trouvées dans le bourg et des tuiles romaines découvertes à Prat-Podic et à Pen-ar-Cleuz.

### Moyen Âge
En 1398, Olivier de Cornouaille, à la tête du vaste et important fief de Lossulien en Guipavas (commune du Relecq-Kerhuon désormais) constitue un fief en juveigneurie en faveur de son puîné Yvon, en lui concédant un important ensemble de terres sur la paroisse de Lambézellec, portant le titre de "Cornouaille de Kerinou". Les membres successifs de cette branche cadette cumuleront jusqu'au XVIIIe siècle les fonctions de grand voyer, prévôt et sergent féodé de la ville et des faubourgs de Brest. Cette famille seigneuriale des Cornouaille de Kérinou verra son nom francisé en "Kerneau" et se rattachait à la puissante maison des comtes de Cornouaille, et est aujourd'hui éteinte. Cette famille s'est fondue au XIXe siècle dans la famille Hersart de La Villemarqué, laquelle obtint d'ailleurs l'autorisation d'adjoindre à son nom celui de "de Cornouaille" par un décret de 1871.

### Époque moderne

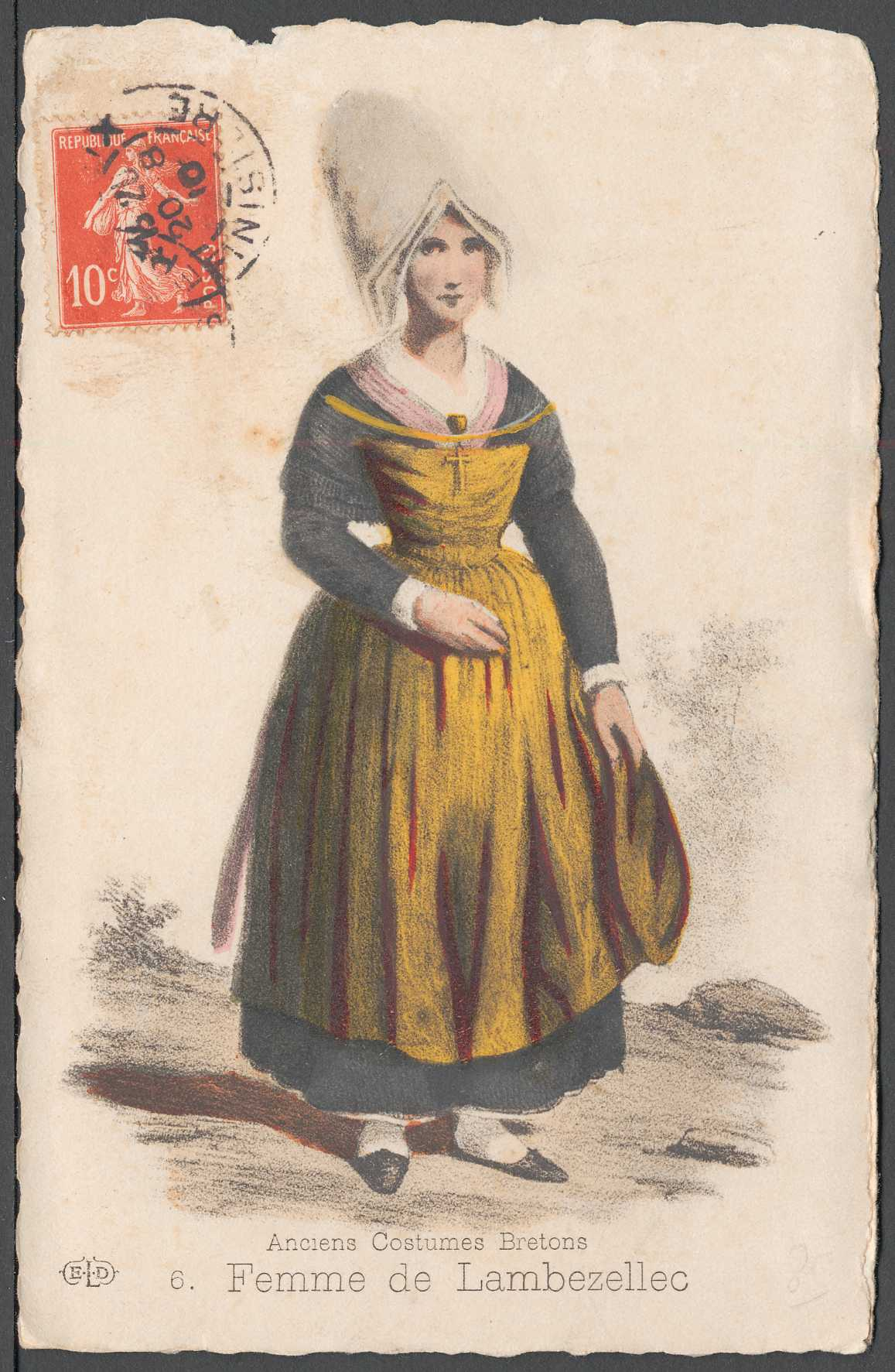
Femme de Lambézellec dans un costume traditionnel.

En 1631, « Richelieu fit creuser le port de Brest (...) ce qui donna beaucoup de consistance à cette ville qui, auparavant n'était qu'un bourg dépendant de la paroisse de Lambézellec ».
Au XVIIIe siècle, le territoire de la ville de Brest s'étend jusqu’aux fortifications aux dépens de Lambézellec. À la fin de ce siècle, Lambézellec abrite de nombreuses activités industrielles : tanneries, moulins à papier et à poudre, fabriques de chaux, brasseries, etc.
En 1759, une ordonnance de Louis XV ordonne à la paroisse de Lambézellec de fournir 36 hommes et de payer 236 livres pour « la dépense annuelle de la garde-côte de Bretagne ».

### Pendant la Révolution française
Le cahier de doléances rédigé en 1789 par les paroissiens de Lambézellec écrit que, voisine de Brest, cette paroisse « est devenue pour ce motif le refuge général et forcé des pauvres qu'on y compte au nombre de cinquante familles, les vageans [ = vagabonds] en grand nombre non compris, et qui par la suite est en proie aux vols et à tous les désastres qu'apporte la troupe suspecte des mendiants ».
En 1789, les quatre électeurs pour l'élection des députés du Tiers-État de la sénéchaussée de Brest aux États généraux représentant la paroisse de Lambézellec sont Yves Mailloux, Guillaume Le Cail, Guillaume Nicol et Félix Quentel.
Pierre Corbet, de Lambézellec, qui commandait un détachement de gardes nationaux brestois, a été tué à Lesneven et plusieurs de ses soldats massacrés lors des émeutes des paysans du Léon contre la levée en masse en septembre 1793.
Henri Mocaër, recteur (curé) de Lambézellec, refusa de prêter le serment de fidélité à la Constitution civile du clergé et fut emprisonné à Brest dans la prison des Carmes. Qualifié en 1798 de « prêtre insoumis », il demeura caché à Lambézellec. C'est probablement lui qui est évoqué dans un cantique en langue bretonne Cantig neves, dont voici un extrait en traduction française :
 Écoutez, peuple de Lambézellec

 Écoutez un ami prêcher

 Encore une fois la vérité

 Avant qu'il s'en aille loin de vous.

 Vous dormez bien, sans aucun souci

 Alors que vous êtes au milieu de l'hérésie

 Vous êtes dans une joie extrême

 Alors que vous êtes devenus schismatiques !

 Vous êtes devenus hérétiques

 C'est une chose assurée

 Puisque vous avez renoncé à votre Credo

 Trois fois malheur à vous, gens de mon pays !

 

### LeXIXesiècle
En 1803, 1500 Antillais sont déporté par Napoléon dans le « camp des nègres » de Pontanézen avant d'être envoyés à Toulon puis en Corse.

#### La misère des habitants
Le curé de Lambézellec écrit le 10 novembre 1816 que « les deux-tiers des habitants (...) demandent l'aumône à l'autre tiers » et le 13 octobre 1817 que « nous sommes tous les jours au milieu de malades étendus sur un peu de paille sans moyens d'existence. La maladie se manifeste surtout dans la classe indigente et le cultivateur aisé montre la plus froide indifférence pour ces malheureux ».

#### Les amputations successives du territoire communal
Très vaste à l'origine et s'étendant jusqu'à la Rade de Brest, le territoire de Lambézellec a été grignoté progressivement par ses voisins et particulièrement par la ville de Brest. Déjà en 1686, Lambézellec perdit la paroisse des Sept-Saints englobée dans l'enceinte fortifiée de Brest.
Par la loi du 25 avril 1847, Brest annexe le territoire du fort Penfeld ainsi que d'autres situés à l'est de la Penfeld comme les villages de l'Harteloire et de Lannoc-ar-Pape, la grève de Porstrein et le village du même nom.
Par la loi du 4 mai 1861, Brest annexe 172 hectares de la commune de Lambézellec (dénommés pendant un temps « l’extension » ou « l'annexion » : son axe principal était l'ancien "Grand Chemin" qui prit le nom de "Rue de Paris", actuelle "Rue Jean-Jaurès" de Brest) et comprenant par exemple l'actuelle Place de la Liberté, l’Octroi, les cimetières Saint-Martin et de Kerfautras, l'église Saint-Martin, l'actuel port de commerce, le quartier de la gare, le ravin du Moulin à poudre, etc., pour s’étendre hors les murs et englober son nouveau port de commerce. En contrepartie, la commune de Brest doit participer au financement de la reconstruction de l'église de Lambézellec. Les habitants de Lambézellec, en perdant leur façade maritime, perdent aussi le droit de couper le goémon sur les grèves, droit réservé aux habitants des communes littorales.
Par le décret du 24 mai 1865 une partie du territoire de la commune de Lambézellec comprenant le Bot, le Douric et Pen-ar-Creach est transférée à la commune de Saint-Marc ; en 1864, le Conseil général du Finistère avait donné un avis favorable « attendu qu'à la partie du nouveau bourg (à 92 mètres), on arrive sur le territoire de Lambézellec ». Ce transfert concerne 26 hectares et 200 habitants, tous favorables à ladite annexion. La même année, le Conseil général du Finistère émet le vœu de la création d'un nouveau canton dont le siège serait fixé à Lambézellec, mais en 1874 la demande est renouvelée car elle n'a toujours pas été satisfaite.

#### Les écoles
La première école primaire publique de Lambézellec semble avoir ouvert en 1838 avant de s'installer en 1846 à l'emplacement de l'actuelle école Ferdinand Buisson, d'autres ouvrant ensuite à Bel-Air, à Kerinou (1879). Des écoles privées existent au Pilier-Rouge (Saint-Joseph) à partir de 1864, à la Croix-Rouge, à Bonne Nouvelle, au bourg (Saint-Laurent). L'école Saint-Laurent est construite en 1866 et sa gestion confiée à la Congrégation des Filles du Saint-Esprit. Cette même congrégation gérait aussi l'école de Bonne-Nouvelle créée en 1879.
Fin XIXe la construction de 67 écoles de hameaux a été autorisée dans le Finistère par deux décrets :
- Le décret du 25 octobre 1881 qui a délégué une subvention pour 18 écoles de hameaux sur l'arrondissement de Quimperlé ; toutes ont été bâties.
- Le décret du 14 mars 1882 qui a délégué une subvention pour 50 écoles de hameaux sur les quatre autres arrondissements du département (Brest, Châteaulin, Morlaix, Quimper) à choisir dans les communes « dont le territoire est le plus étendu et les ressources les plus restreintes » ; 49 ont été bâties dont 1 à Lambézellec (Penfeld)[28].

#### Les autres faits marquants duXIXesiècle
L'autorisation d'un « dépôt de matières fécales et de poudrette, (...) et d'un dépôt de boues et fumiers provenant de la ville de Brest » au lieu-dit Kerascun n'est pas renouvelée par arrêté du Préfet du Finistère en date du 12 décembre 1857, confirmé par un arrêt du Conseil d'État en date du 15 janvier 1859.
Un décret impérial du 16 juillet 1863 autorise la fondation à Lambézellec d'un asile de vieillards tenu par les Petites-Sœurs-des-Pauvres.
En 1864, les deux foires annuelles de Lambézellec, qui se tenaient jusque-là les lundis qui précède la Quinquagésime et le lundi après le 10 août, sont désormais fixées le mardi qui précèdera le Mardi gras et le troisième mardi de septembre. À la fin du XIXe siècle, Paul Joanne indique des foires le mardi de la Sexagésime et les troisièmes mardis d'avril, juin, août, octobre et décembre.
Pendant la majeure partie du XIXe siècle, Lambézellec était divisé en deux sections électorales, celle de Lambézellec (à dominante urbaine) et celle du Télégraphe (à dominante rurale).
Lambézellec est frappée tout au long du XIXe siècle par des épidémies de choléra parties de Brest : celle de 1832-1833 provoque 132 décès dans la commune (700 à Brest) ; celle de 1834-1835, 57 décès ; celle de 1849-1850 provoque 113 décès ; celles de 1854-1855 et de 1865-1866 un nombre inconnu de décès ; celle de 1885-1886 provoque 12 décès. Selon Henri Monod, la plupart des décès de Lambézellec dus au choléra se sont produits dans la partie de la commune agglomérée limitrophe de la ville de Brest (Kerinou en particulier), le bourg et les hameaux n'ayant été que peu concernés. En septembre 1893, selon le Journal des débats 42 décès dus au choléra surviennent à Kérinou et l'épidémie gagne le village de Penfeld et le bourg de Lambézellec.
Un couvent de Carmélites de Saint-Joseph est implanté à Kerfautras entre 1862 et 1903. Les Petites sœurs des pauvres sont installées à Coat-ar-Guéven. Le dépôt de Poul-ar-Bachet « reçoit les mendiants condamnés du Finistère, les mendiants ayant au moins un an de séjour dans la commune, ceux des communes voisines ayant passé un traité pour l'admission de leurs mendiants ».
Un agriculteur de l'Hermitage en Lambézellec, Le Bian, se fit le promoteur de méthodes agricoles modernes et en particulier milita en faveur de la culture du panais fourrager.
Le 12 novembre 1867, un décret crée le commissariat de police de Lambézellec qui a compétence sur les communes de Lambézellec, Saint-Marc, Guilers, Gouesnou et Saint-Renan. En 1873, une brigade à pied de gendarmerie s'installe à Lambézellec.

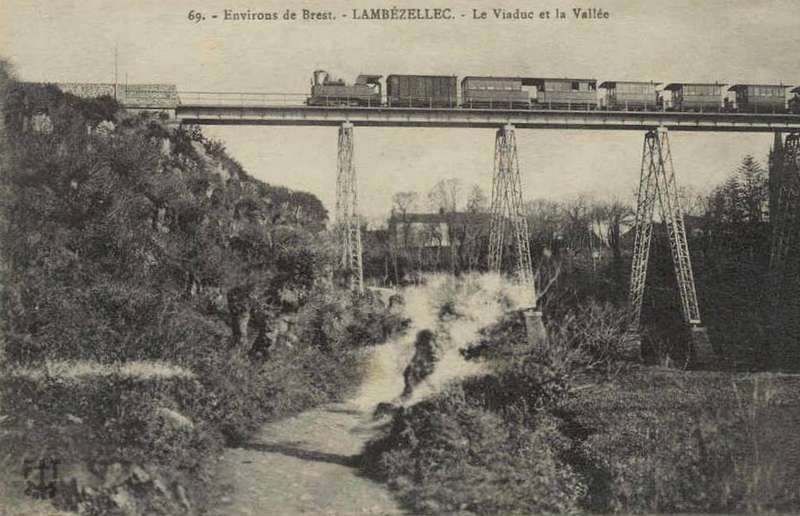
Un train sur le viaduc de Lambézellec en 1910 (photo).

Pour lutter contre l'alcoolisme, une surtaxe est perçue par la commune de Lambézellec à son octroi, elle était de 21 francs par hectolitre d'alcool pur vers 1870 mais à partir du 1er janvier 1876, la surtaxe est abaissée à dix-neuf francs par hectolitre d'alcool pur contenu dans les eaux-de-vie, esprits, liqueurs et fruits à l'eau-de-vie, et par hectolitre d'absinthe pour compenser l'augmentation de deux francs de la taxe principale perçue par le Conseil général.
Un service de desserte en eau potable par bornes-fontaines commence à être installé à partir de 1885. La première ligne télégraphique fut créée à Lambézellec en 1888.
À la fin du XIXe siècle, deux brasseries existent à Lambézellec, la Brasserie de Kerinou, créée en 1891 par Joseph Le Frapper, qui vend entre autres le "Bock-Kerinou" et la Brasserie de Lambézellec, fondée en 1837, qui vend le "Bock-Lambé" : elles fusionnèrent en 1925 et furent par la suite absorbées par le groupe "Brasserie de la Meuse". Ce qui restait de la brasserie a été démoli en mai 2016.
La voie ferrée des Chemins de fer départementaux du Finistère allant de Brest à Ploudalmezeau via Lambézellec, Guilers, Saint-Renan et Plourin est déclarée d'utilité publique le 15 février 1891 ; un autre embranchement à partir de sa station du Rufa se dirigeant vers Plabennec et Lesneven. Lambézellec bénéficiait d'une gare, dénommée "La Villette-Lambézellec". Pour franchir la vallée encaissée du Spernot, la voie ferrée empruntait le viaduc de la Brasserie (le Pont d'la Brass), construit par l'architecte Harel de la Noë, long de 100 mètres, supporté par 7 piles métalliques ajourées et haut de 19,5 mètres. Depuis la dépose des rails dans la décennie 1970, c'est une voie réservée aux piétons et aux cyclistes.

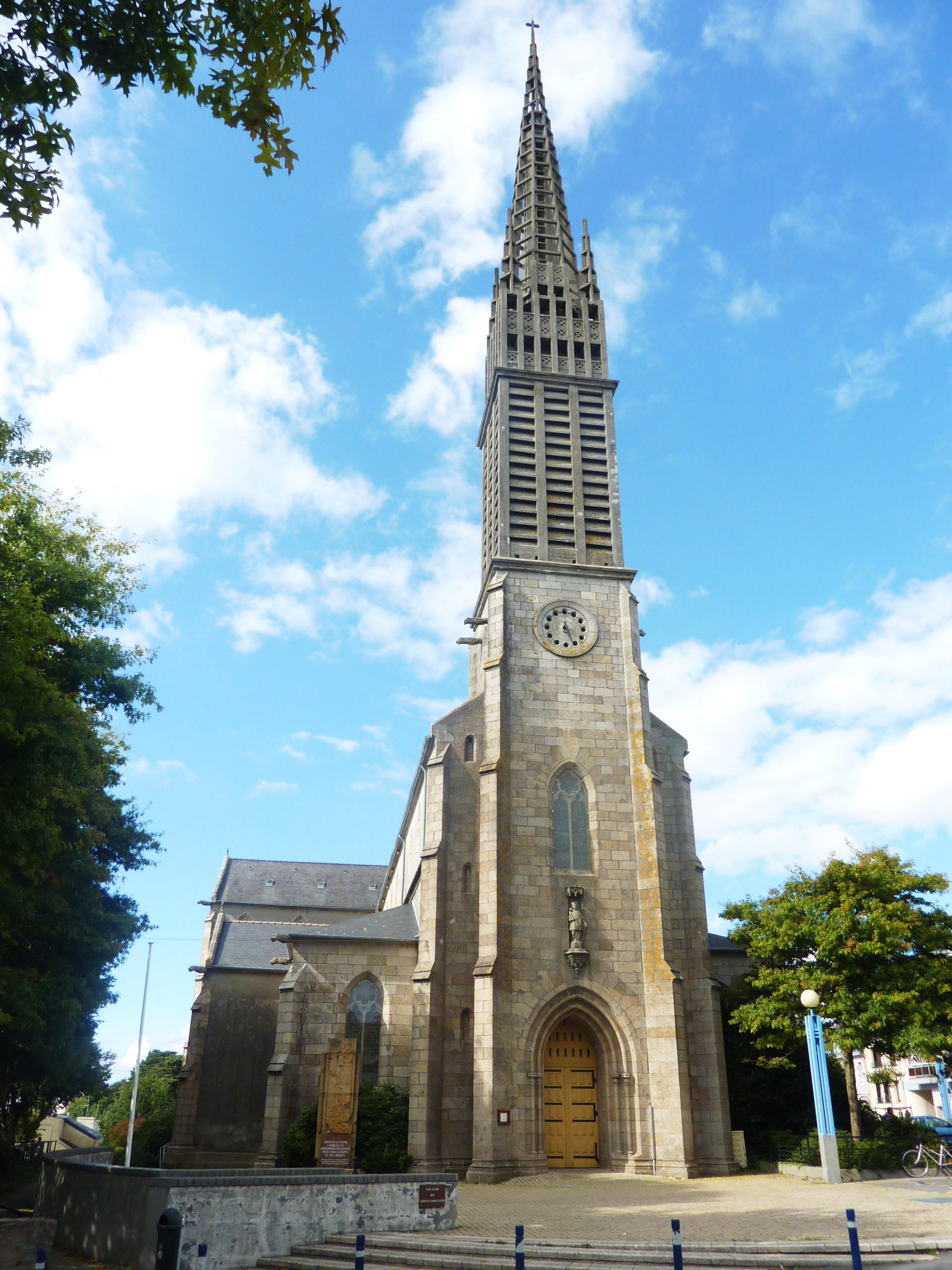
L'église paroissiale de Lambézellec.
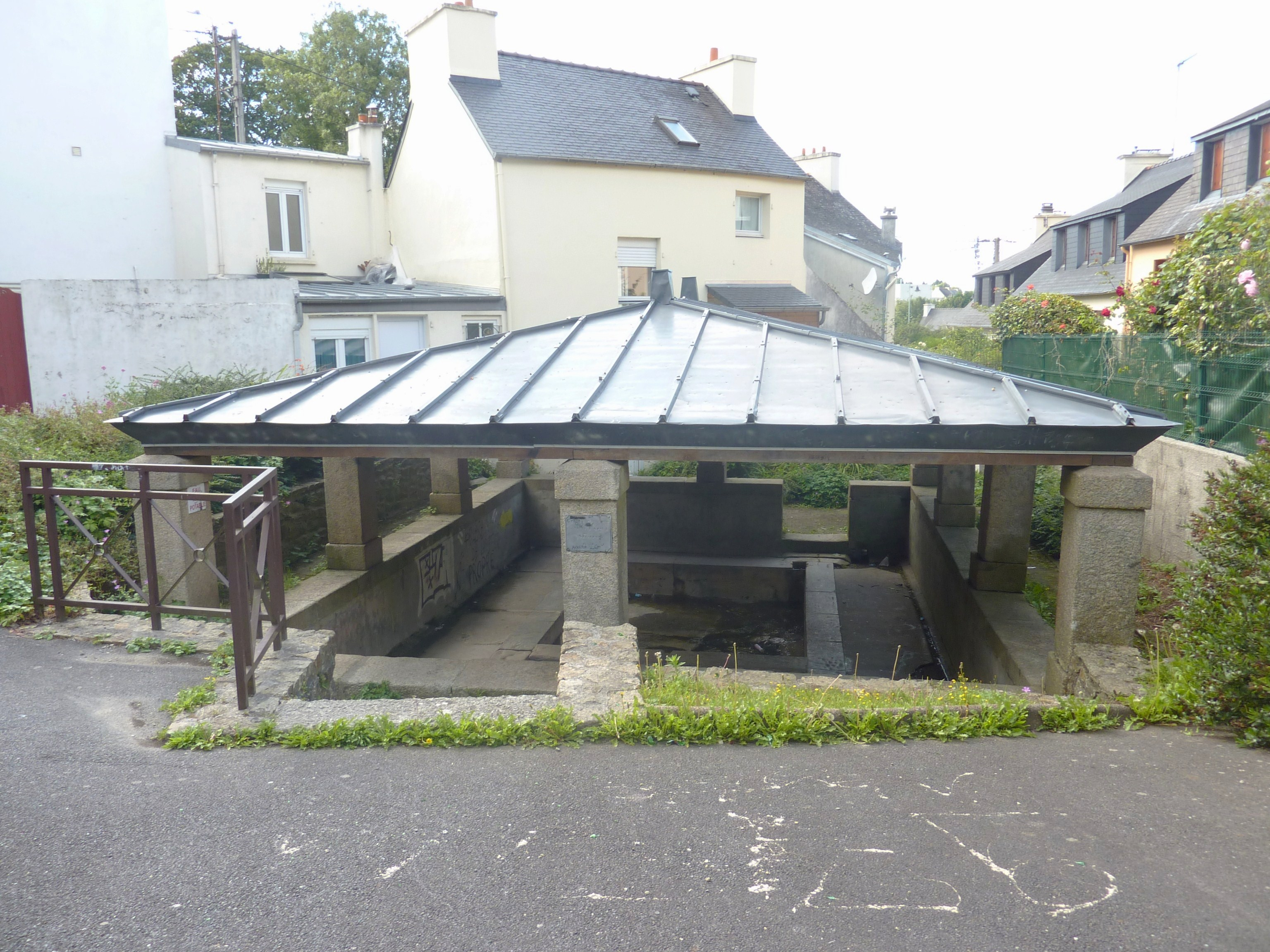
Brest Lambézellec : le lavoir du bourg de Lambézellec.
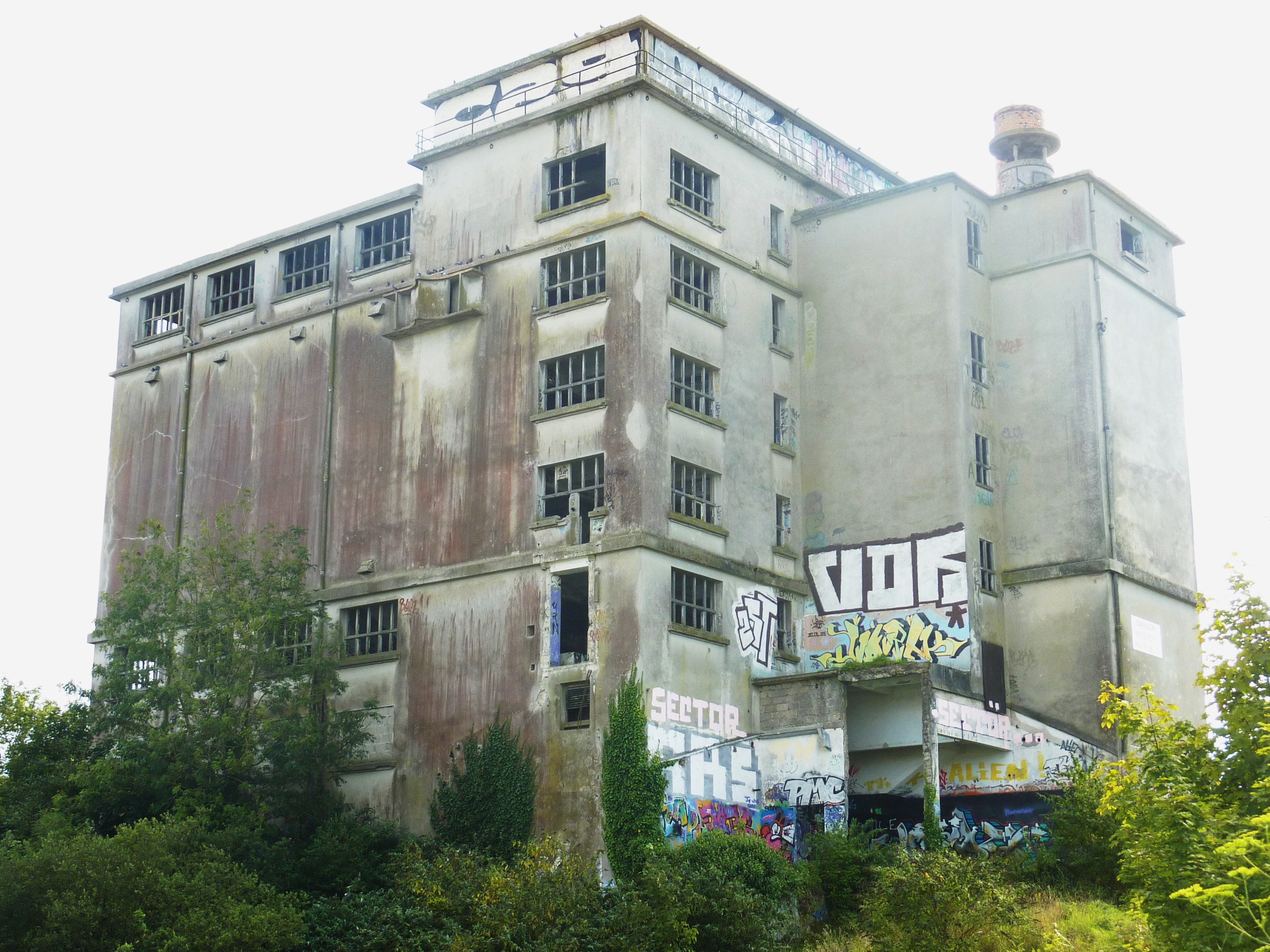
Brest Lambézellec : l'ancienne brasserie.
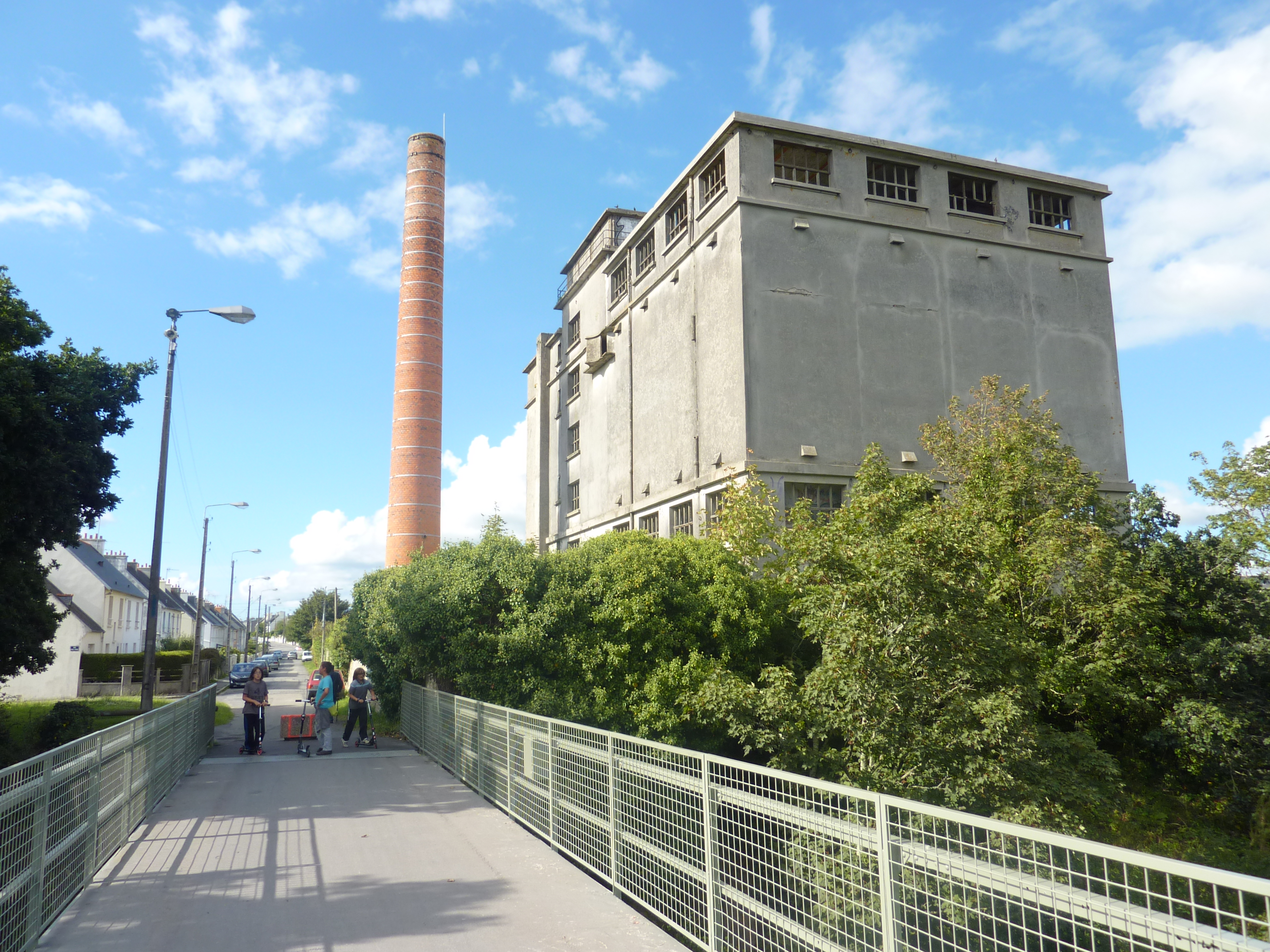
Ancienne brasserie vue du viaduc.
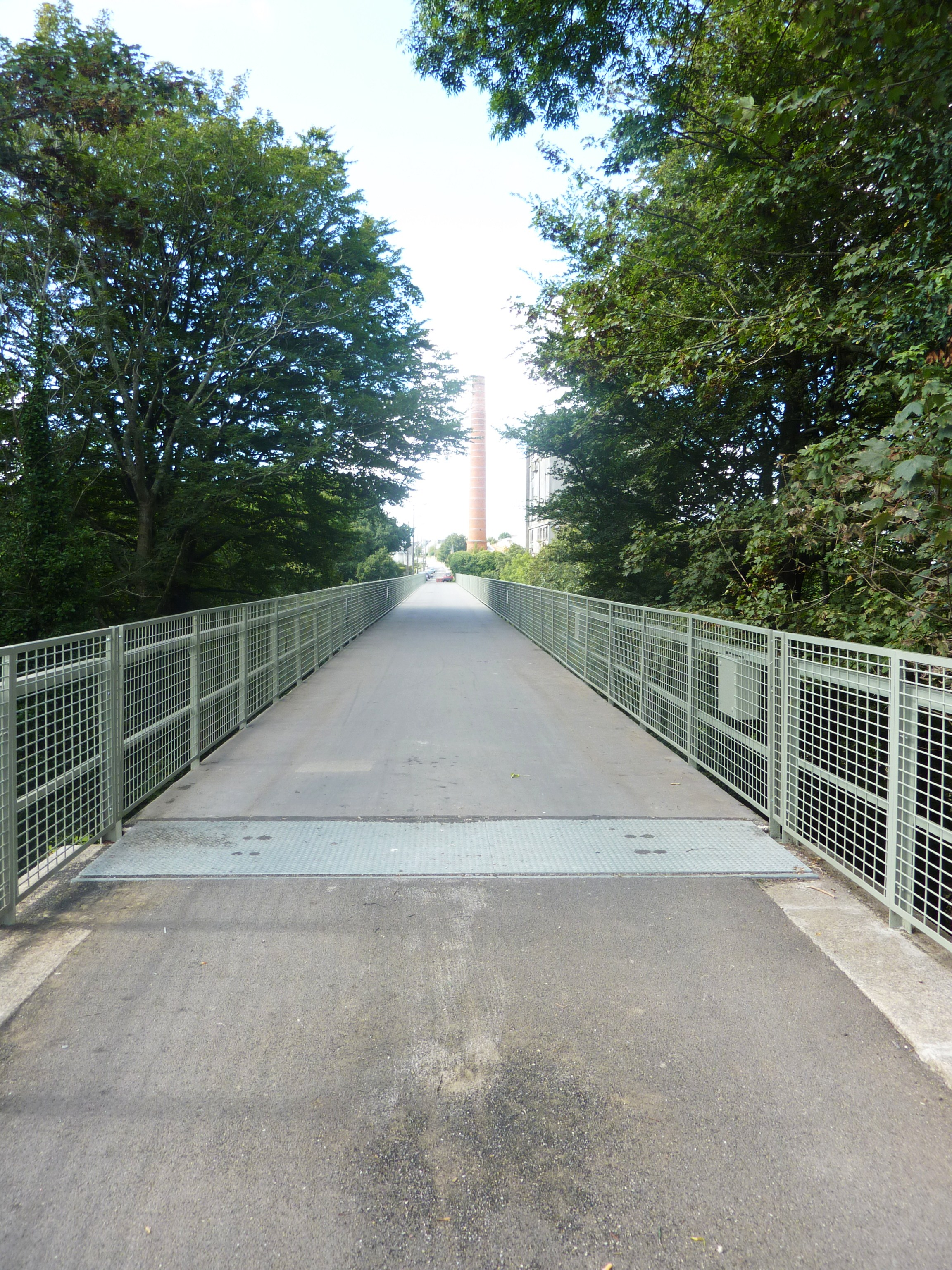
Brest Lambézellec : la passerelle (viaduc) de l'ancienne voie ferrée au-dessus du Bois de la Brasserie.
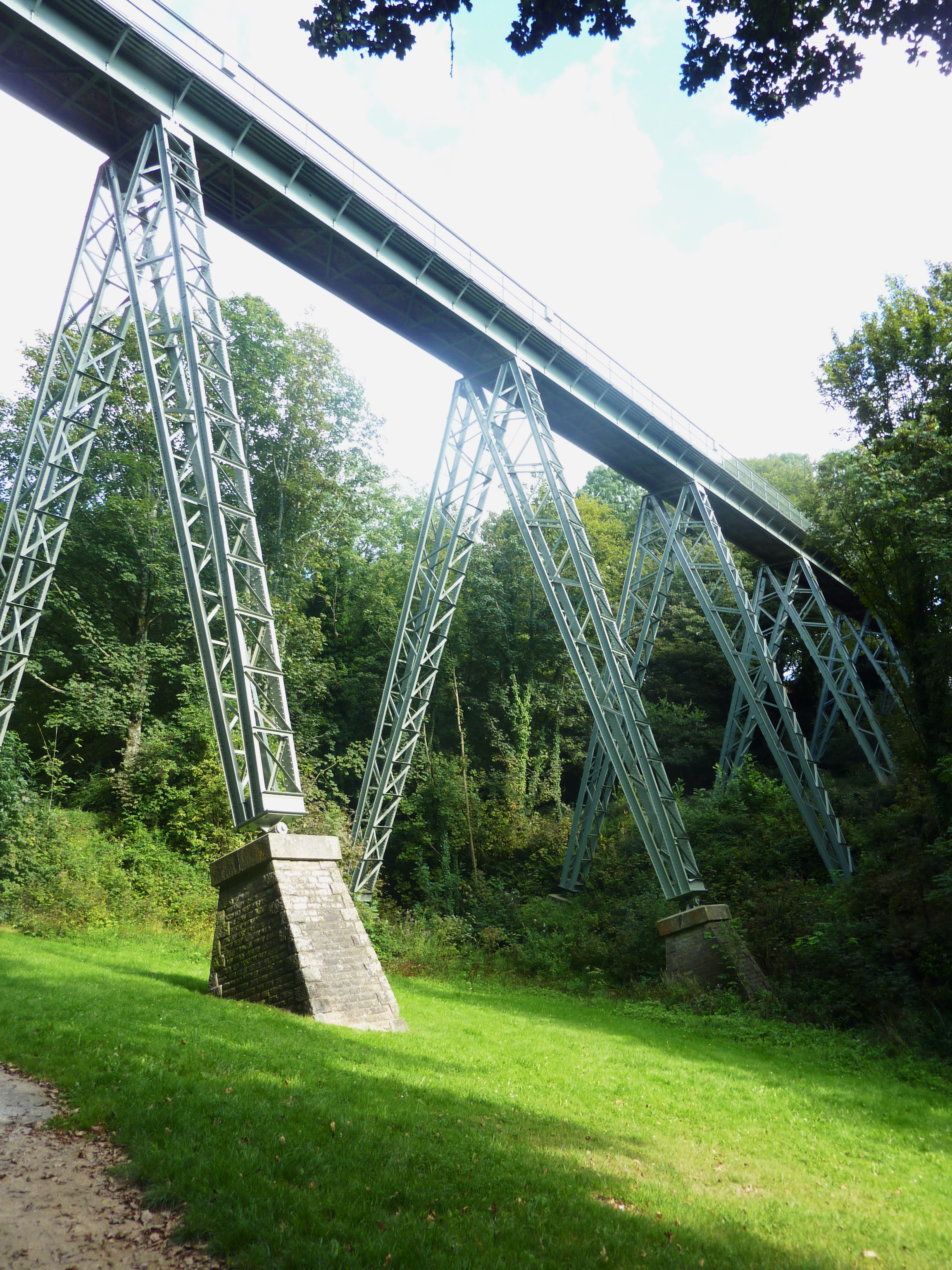
La passerelle de l'ancienne voie ferrée vue du Bois de la Brasserie.
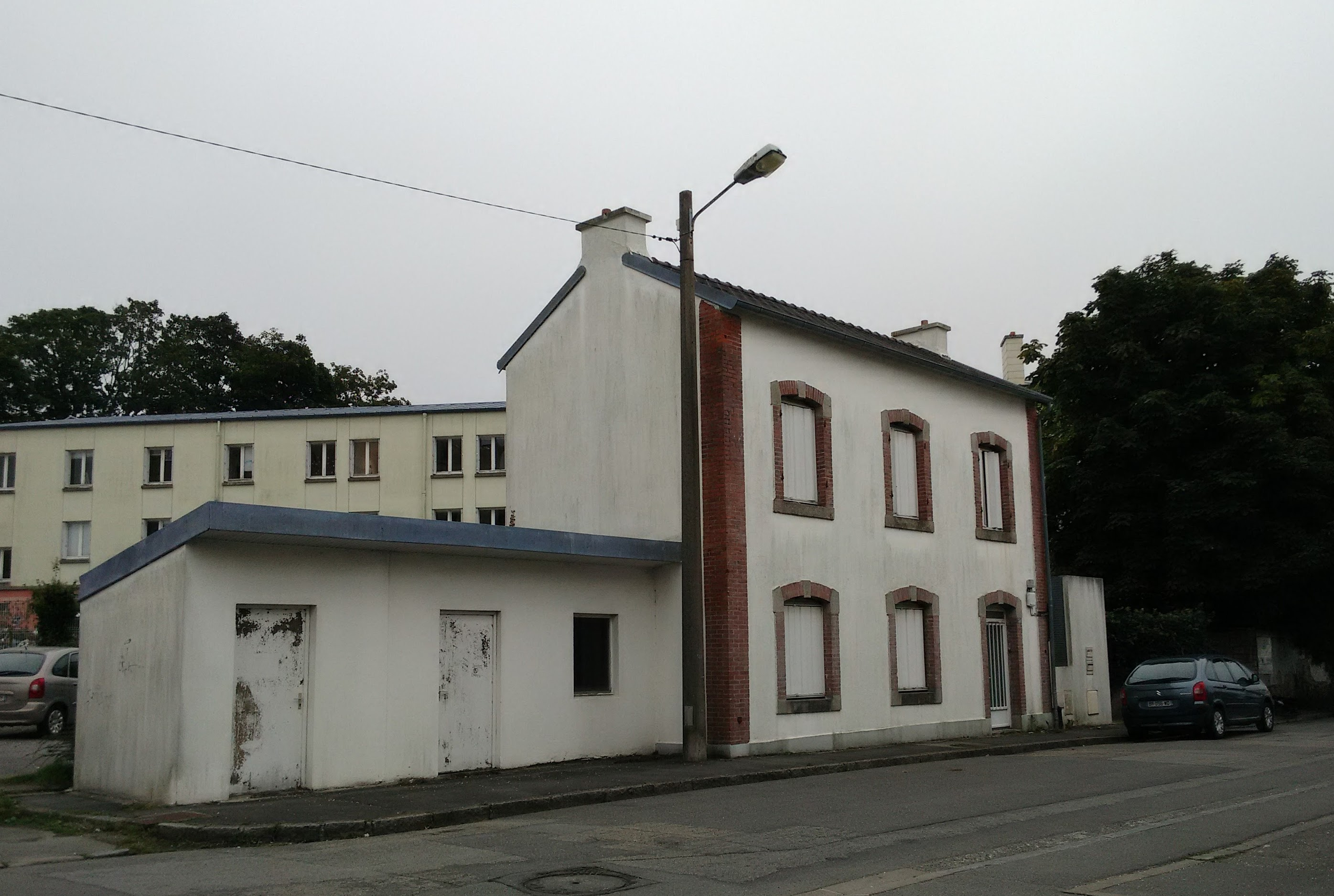
Gare de Lambézellec - la Villette.

Le 29 juin 1898 est déclaré d'utilité publique l'établissement d'un réseau de tramway électrique géré par la "Compagnie des tramways électriques de Brest", comprenant deux lignes dont une part de la rue Inkermann à Lambézellec et va jusqu'à Saint-Pierre-Quilbignon et l'autre de Kérinou au port de commerce. Cette dernière ligne est mise en service le 4 juin 1899, la première citée le 15 octobre 1899.
Une loi du 21 décembre 1903 autorise la commune de Lambézellec « à établir des taxes sur les voitures, chevaux, mules et mulets et sur les voitures automobiles ».

#### Description de Lambézellec à la fin duXIXesiècle
Lambézellec semble alors être une ville avec ses 10 084 habitants lors du recensement de 1891, mais seuls 1530 sont agglomérés au chef-lieu (la commune est donc considérée comme rurale), et la commune est en fait formée d'une addition de hameaux, certains modestes (Loscoat a alors 50 habitants, Bergot 53 habitants, Goyen 59 habitants, Kergoat 64 habitants, Kerigonan 72 habitants, Kerguérec 74 habitants, Sallé-Gallé 74 habitants, Stiffelou 77 habitants, Maison-Blanche 88 habitants, Lanrédec 98 habitants, Ruinades 99 habitants, Kerpontois 100 habitants, Spernot 100 habitants, Kerduff 130 habitants, Lascoat 131 habitants, Kerfautras 149 habitants, Kerambecan 150 habitants, Belair 177 habitants, Keranfurus 197 habitants, Kériven 263 habitants, Kérédern 290 habitants, La Digue 363 habitants, Kérélé 440 habitants, Chemin-Creux 534 habitants, Coat-ar-Guéven 980 habitants, etc.) alors que Kérinou a alors 4062 habitants.
En 1896, Lambézellec est ainsi décrite par Benjamin Girard :

« Située sur la rive gauche de la Penfeld, la populeuse commune de Lambézellec est traversée par la route nationale n°12,  les routes départementales n°2 et n°10 et par le Chemin de grande communication n°26 allant de Brest à Ploudalmézeau. Le chef-lieu est un gros bourg qui a une population agglomérée de 1412 habitants et dont la place est ornée d'une jolie fontaine. Deux autres centres de population, beaucoup plus importants, se trouvent l'un à Kerinou, sur la route départementale n°10, l'autre au Télégraphe, sur la route nationale n°12. Ces deux agglomérations ne sont en réalité que les faubourgs de la ville de Brest. (...) À un kilomètre à l'est du bourg, et dans un vaste enclos entouré de murs, se trouve l'établissement de Pontanézen, qui appartient à la Marine, et peut au besoin servir de caserne ou d'hôpital. On y logerait facilement 2000 soldats ou 1200 malades. La buanderie de la Marine, située au fond de l'anse Saupin, sur (...) la Penfeld, se trouve également sur le territoire de Lambézellec. »

À la même époque, Paul Joanne indique comme principales activités économiques les cultures maraîchères, la fabrication de chandelles, des corroiries, corderies, savonneries ainsi que des scieries mécaniques. Quelques années plus tôt, Décembre-Alonnier écrit à propos de Lambézellec : « fabriques considérables de chapeaux vernis, ris de haubans; huileries, minoteries, exploitation de granit ». En 1885, La Grande Encyclopédie indique comme activités économiques à Lambézellec « fonderie de fer, scieries, tanneries, brasserie, corderie, fabrique d'eaux gazeuses, de toiles cirées, de papier, savon, etc. ; briqueteries, marbreries, carrières, cultures maraîchères ».
À cette même date, 3 "salles d'asile" (écoles maternelles) à direction laïque existaient alors à Lambézellec (au bourg, à Kerinou et rue de Sébastopol) et 5 privées (à Keraloche, rue des Jardins, rue de Bohars, rue Kerinou et rue de Paris). Le double patronage Saint-Laurent (pour les garçons et pour les filles) catholique est créé en 1899 (il prendra en 1919 le nom d' "Étoile Saint-Laurent"). Les Sœurs du Saint-Esprit, installée à Kernouès, visitaient les malades.
En 1892, le village de Kérinou est décrit par Albert Clouard comme un « vaste amas de guinguettes et de caboulots hantés des Brestois le dimanche ».

#### L'hôpital, puis la caserne, de Pontanézen auXIXesiècleet le camp américain entre 1917 et 1920
En l'an XI de la République, des Noirs venus des colonies des Antilles, y compris Saint-Domingue, étaient entassés sous le Consulat dans le dépôt de Pontanézen. Le préfet maritime de Brest reçoit l'ordre de les trier : « Ceux d'entre ces noirs qui seront reconnus en possession d'un métier manuel utile à la marine seront conservés à Brest et employés aux travaux du port. il s'en trouva une centaine dans ce cas. Les autres devaient soit être versés dans les "Chasseurs africains", soit envoyés aux bagnes de Corse et de l'Île d'Elbe ».
Charles Pellarin, qui fut médecin à Pontanézen à partir de 1824 et, par intermittence, à plusieurs reprises jusqu'en 1831, décrit ainsi les bâtiments de Pontanézen construits par Antoine Choquet de Lindu pour remplacer l'hôpital incendié en 1776, qui servirent tour à tour d'hôpital et de caserne :

« Élevées en 1779 et 1780 (...), les constructions de Pontanézen datent de l'époque où l'escadre du comte d'Orvilliers, après le glorieux combat d'Ouessant,(...) était rentrée à Brest, rapportant sur les cadres sept mille hommes en proie au scorbut et à une fièvre maligne (probablement le typhus). Elles avaient été de nouveau utilisées comme hôpital après la funeste bataille du 13 prairial an II, illustrée par le magnanime sacrifice des marins du Vengeur (...). Broussais fut [alors] employé à Pontanézen comme chirurgien de troisième classe. (...) Quoi qu'il en soit, depuis les temps de la guerre d'Amérique et ceux de la République française, les bâtiments de Pontanézen n'avaient plus renfermé de services hospitaliers. Ils seraient presque uniquement à recevoir à son arrivée la "chaîne", en d'autres termes les grands convois de forçats dirigés périodiquement vers le bagne. (..) Au lieu d'être conduits immédiatement au bagne, le personnel de la chaîne était d'abord dirigé sur l'établissement de Pontanézen et là, on procédait au nettoyage, à l'examen minutieux des nouveaux forçats, tant sous le rapport des moyens d'évasion qu'ils pouvaient cacher que sous le rapport de leur état sanitaire. Ce dernier point était confié à un chirurgien de marine qui séparait les hommes atteints de la gale ou de quelque maladie contagieuse, afin de les traiter avant qu'ils ne fussent admis dans les salles du bagne avec les autres condamnés. C'était donc une chose qui ne s'était pas vue depuis longtemps que l'ouverture de services de malades à Pontanézen, comme cela eut lieu en novembre 1824. »

Le même auteur décrit dans la suite du même ouvrage le traitement de la syphilis avec le chlorure d'argent, l'utilisation de l'opium pour atténuer les douleurs des malades, etc.
Le 12 novembre 1832, le chirurgien de marine Pierre Brunet, né à Nantes le 12 avril 1770, mourut à Brest en soignant les cholériques à l'hôpital de Pontanézen.
En 1870, la caserne de Pontanézen servit de lieu de rassemblement pour les marins et les volontaires désireux d'aller combattre les Prussiens pendant la guerre de 1870.
Jules Girieud, né en 1863, décrit la vie quotidienne en 1884 à la caserne de Pontanézen, les séances d'entrainement à Kerraudren (Kéraudren), la poudrière de Bordenave dans une nouvelle intitulée Scènes de la vie de caserne ; il narre aussi de nombreuses anecdotes sur la vie militaire de l'époque, l'argot alors utilisé, etc.

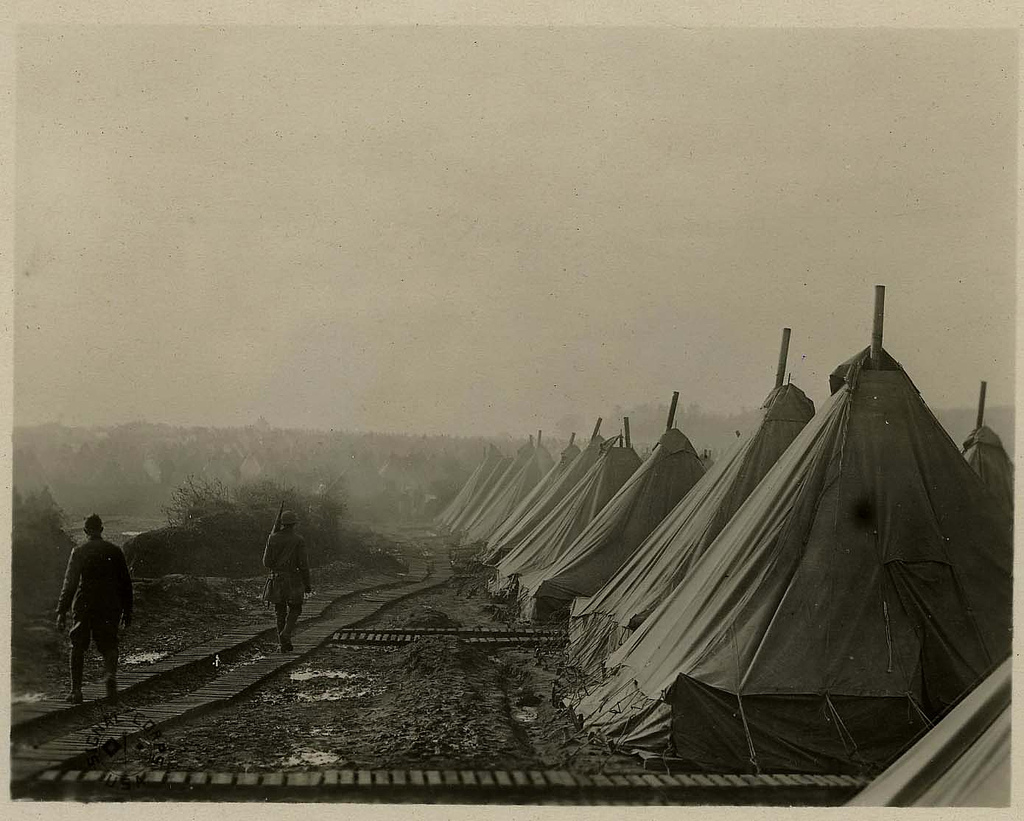
Camp américain de Pontanezen Camp, Tentes et soldat de garde. 2 juillet 1919. Première Guerre mondiale.

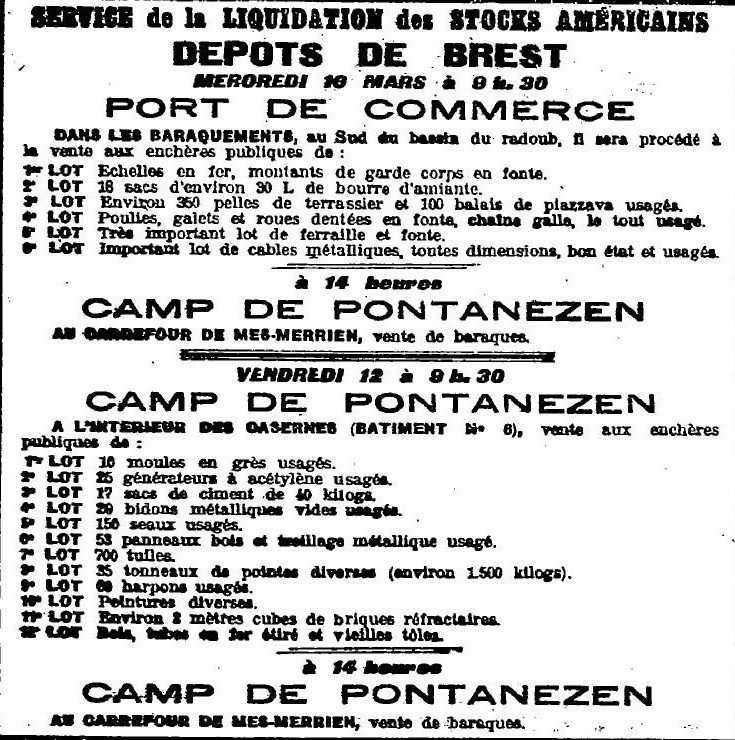
Placard publicitaire annonçant la mise en vente de stocks américains (journal Ouest-Éclair du 9 mars 1920).

Les conditions d'hébergement étaient précaires. La revue "L'Armée coloniale" décrit ainsi la caserne de Pontanézen en 1891 : « À la caserne de Pontanézen, qui est située à deux kilomètres de la ville en pleine campagne, (...) il y a toujours un grand nombre de malades (...) et dans la dernière épidémie (de fièvre typhoïde) c'est là que la plupart des cas ont été constatés ». Les bâtiments en dur de la caserne sont en très mauvais état : « Le casernement est déplorable, les chambres sont humides, les hommes y sont entassés. Sous les fondations s'étale une nappe d'eau qu'alimente les pluies presque incessantes. Et c'est cette eau que débitent les fontaines où boivent nos soldats. D'autre part, les fosses d'aisance situées dans le voisinage empoisonnent par leurs infiltrations ce liquide déjà malsain où les microbes naissent et se développent à miracle ». Dans un autre article, la même revue écrit: « Pontanézen est absolument inhabitable (...). il n'y a qu'une seule solution possible, d'où dépend la vie de nos soldats, c'est la démolition de la caserne de Pontanézen. (...) Les bureaux de la Marine opposent leur veto,(...) il n'y a pas d'argent ». En septembre 1891, le sixième régiment de marine est contraint d'évacuer la caserne de Pontanézen en raison de la situation sanitaire des troupes. « On peut facilement se rendre compte de ce qu'est un pareil campement. Il sera bientôt inhabitable. Les tentes (...) sont en mauvais état. Bien entendu, nos braves marsouins n'ont pas de lit de fer : un matelas et une paillasse reposent sur une couche de paille, que l'on ne change que tous les quinze jours. Souvent, quand il pleut, literie et paillasse sont trempées d'eau. on fait la cuisine et on mange en plein air (...) ».
En 1911, Pontanézen est qualifiée de « garnison peu appréciée ». En 1914 encore, une épidémie de méningite cérébro-spinale frappe Brest et particulièrement la caserne de Pontanézen, qui abrite alors le 6e régiment d'infanterie coloniale.
Entre 1917 et 1919, un camp militaire américain de transit (ouvert le 12 novembre 1917) et surnommé Ponty par les soldats américains) s'est implanté dans la caserne, organisé pour recevoir 60 000 hommes (il aurait atteint un remplissage maximal de 110 000 hommes si l'on en croit S. Castel), s'étendant alors largement à proximité sur le champ de manœuvre de la caserne (en gros à l'emplacement de l'actuelle prison de l'Hermitage). Une grande cérémonie est organisée le 13 avril 1919 à l'occasion du départ de la 42e division d'infanterie américaine qui quitte alors Pontanézen et la France pour regagner les États-Unis. Le camp ferme en décembre 1919 et la vente des stocks américains fin 1919 et en 1920, assurée par des militaires américains d'origine chinoise, attira de nombreux acheteurs de toute la France et des fortunes se firent alors. Des pillages eurent également lieu au moment de la liquidation des stocks américains en 1920.
Ce camp se situait à l'emplacement occupé aujourd'hui par le quartier Buquet qui abrite un escadron de gendarmes mobiles et par l'ENSTA Bretagne.

### LeXXesiècle

#### Les querelles entre "laïques" et "cléricaux" à la fin duXIXesiècleet au début duXXesiècleà Lambézellec
Le 23 août 1878, l'école privée de Lambézellec tenue depuis 1864 par des Frères de la Doctrine Chrétienne, est fermée sur ordre du gouvernement et en fonction d'un arrêté préfectoral substituant l'enseignement laïque à l'enseignement congréganiste, mais les sept Frères présents obtiennent finalement le droit de continuer à demeurer dans les locaux dont le sous-préfet de Brest et la municipalité de Lambézellec avaient tenté dans un premier temps de les expulser. La commune de Lambézellec est même condamnée en 1882 à leur payer des dommages et intérêts. L'école communale de Lambézellec est alors qualifiée de « première école laïcisée de France ». À la même date, les Frères des Écoles chrétiennes sont expulsés de l'école Saint-Joseph du Pilier-Rouge.
Le 19 septembre 1902, une manifestation laïque assez violente se produit devant le couvent des Sœurs du Carmel Saint-Joseph, les manifestants jettent des pierres, brisent la porte d'entrée du couvent ainsi que des vitraux. Tout en chantant la Carmagnole, ils jettent aussi des pierres contre le presbytère de l'église Saint-Martin.
Les querelles entre "laïques" et "cléricaux" s'exacerbent dans les premières années du XXe siècle dans le contexte de la politique du gouvernement Émile Combes qui mène une politique anticléricale dont le point d'orgue sera en 1905 la Loi de séparation des Églises et de l'État, comme l'illustre ce récit des incidents graves survenus à Lambézellec en 1903 à l'occasion de la procession de la Fête-Dieu, d'abord interdite par un arrêté municipal que le maire de Lambézellec, Sevré, dut annuler devant l'émotion suscitée, l'annulation dudit arrêté provoquant la colère des militants francs-maçons et de la Libre-pensée. Le journal Ouest-Éclair du 22 juin 1903, qui titre : « Troubles graves à Lambézellec » en fait le récit (partial) suivant :

« (...). Le rendez-vous des Apaches était fixé à une heure et demie Place de la Liberté ; à l'heure dite, une centaine de membres du syndicat des ouvriers du port, en tête desquels étaient les éternels meneurs, tristes esprits qui n'avaient jadis que le mot de tolérance à la bouche, et qui aujourd'hui ne pensent plus qu'à satisfaire leur haine basse de ce qu'il y a de plus sacré en supprimant la liberté d'autrui dans son expression la plus traditionnelle et la plus pacifique ! Et voilà donc le sieur Vibert, groupant ses troupes près du restaurant de la Glacière, qui les harangue et les exhorte à marcher sur Lambézellec conspuer la calotte au passage de la procession. À bas la calotte !répondent d'un assentiment unanime les pauvres gens ainsi gavés de tirades ineptes. (...) La colonne hurlante, vociférante, s'ébranle par la rue de Kérinou au chant de la Carmagnole pour se rendre à Lambézellec. (...) À 2 heures, la masse hurlante se heurte sur la Place du bourg au service d'ordre (...) composé des 4 gardes de Lambézellec, de deux brigades de gendarmerie à pied, d'une brigade de Lambézellec et d'une de Plabennec. Les anarchistes font le tour de l'église et s'arrêtent devant la sacristie (...); ils houspillent un prêtre. Devant la porte principale de l'église se tenaient cent paysans armés de bâtons que retenaient deux vicaires. Une première altercation se produit alors, et nos exquis apaches commencent à jeter des pierres sur les paysans. (...) Bientôt les cloches sonnent à toute volée annonçant la sortie de la procession. (...) Mais pendant que commençait à se dérouler le noble et paisible cortège, la misérable bande des fauteurs de désordre était allée se placer au milieu de la route devant la tête de la procession qui, bientôt, ne put plus avancer. M. le capitaine Paris donne ses ordres. La compagnie qu'il commande arrive, parlemente, déblaie une première fois le passage. (...) La Carmagnole, le Ça Ira se mêlent aux chants liturgiques. Et, au passage, les draps fleuris de roses, les draperies de couleurs dont les habitants avaient drapé leurs maisons sont violemment tirées, arrachées avec des cris d'hommes ivres, foulées aux pieds ou déchirées [ainsi que] les grandes guirlandes de gaze tendues à travers la grande route. (...) Les prêtres renoncent à pénétrer jusqu'au reposoir. (...) À l'entrée du bourg, quand arrive le cortège de retour, plusieurs milliers de catholiques crient : Vive la procession !. Celle-ci s'avance toujours en ordre, les hommes entourant et suivant le Saint-Sacrement. (...) Au moment où, pour permettre l'entrée du dais dans l'église, les hommes qui montaient la garde autour avaient été obligés de rester un peu en arrière, [les Apaches] se ruèrent sur le dais comme une bande de fauves avec l'intention évidente de s'emparer de l'ostensoir. (...) La bagarre éclate, terrible, les poings se lèvent, les coups pleuvent drus comme grêle au milieu des cris et de l'affolement des femmes. Dans la bousculade, M. L'abbé Guenveur est renversé et dépouillé de ses vêtements sacerdotaux, l'ostensoir roule à terre et un Apache s'en empare (...) mais M. l'abbé Crosson se jette d'un bond sur le coquin et lui arrache l'ostensoir. (...) On compte seize blessés. (...). »

Deux arrêtés municipaux du maire de Lambézellec (la municipalité est alors socialiste) en date respectivement du 12 août 1903 et du 28 septembre 1903 interdisent, le premier la procession traditionnelle du 15 août, le second toute procession sur la voie publique. Ces arrêtés sont cassés par un arrêt du Conseil d'État en date du 14 février 1936 sur une requête de l'abbé Chapalain, alors curé-doyen de Lambézellec. En 1908, le Conseil municipal supprime cette interdiction « considérant que ce serait aller à l'encontre de la liberté que de maintenir cette interdiction, que rien ne justifie aujourd'hui ».
La congrégation des Filles de la Croix avait implanté en 1875 une école pour filles au Pilier-Rouge, alors commune de Lambézellec. En 1902, 16 sœurs issues de cet établissement, proscrites, partent dans une Mission en Amérique que possède cette congrégation religieuse, accompagnées à la gare de Brest par une foule de fidèles estimée par le journal Le Figaro à 3000 personnes. En 1903, l'établissement du Pilier-Rouge comptait 155 élèves externes, 3 demi-pensionnaires et 65 internes lors de sa fermeture en vertu de la loi sur les congrégations. Le 24 décembre 1913, le tribunal de Brest condamne 16 religieuses de l'Ordre du Saint-Esprit qui, à Kérinou et Lambézellec, « continuaient à assurer le fonctionnement d'écoles légalement fermées ».
Lambézellec n'échappe pas non plus à la querelle des inventaires : le 12 février 1906, « l'inventaire de l'église de Lambézellec s'est effectué sans incidents, au milieu d'une foule hostile qui chantait le Miserere et le Parce Domine ; le curé et le Conseil de fabrique ont protesté ».
Le Grand séminaire de l'Évêché de Quimper est installé en 1907 dans l'ancien couvent des Carmélites, rue Kerfautras à Lambézellec sous le nom de « École supérieure de Philosophie et de Théologie ».

#### Kérinou à la fin duXIXesiècleet au début duXXesiècle
S. Castel décrit ainsi la progression de l'urbanisation de Kérinou (qui atteint 5 000 habitants vers 1900) dans les dernières décennies du XIXe siècle :

« [Les] faubourgs se développèrent surtout après la guerre de 1870. Entre Lambézellec et Brest, le bourg de Kérinou existait déjà, mais c'est durant les trente dernières années du XXe siècle que, peu à peu, les lacunes se comblèrent entre Kérinou et Lambézellec, formant ainsi la rue Jean-Jaurès (en fait il s'agit de l'actuelle rue Robespierre). Cette rue est surtout peuplée d'ouvriers de l'Arsenal dont quelques-uns ont été attirés par la proximité de l'Arrière-Garde. »

Kérinou est alors mal relié à Brest, en raison des difficultés de la côte de Kérinou « qui présente les plus grands dangers et les plus grandes difficultés à la circulation » sur le chemin départemental no 10 venant de Saint-Renan, qui passe par la vallée du Moulin-à-Poudre pour rejoindre Brest, mais les travaux sont maintes fois repoussés dans le courant de la décennie 1860 en raison de leur coût, mais sont quand même achevés en 1873.
Les inondations à Kérinou sont chroniques en raison de la topographie des lieux, un vallon encaissé. Le journal La Croix en signale une le 26 août 1898 écrivant « les dégâts sont grands, et l'on craint pour la solidité de plusieurs maisons, les eaux ont atteint 1,50 m à 1,80 m de hauteur » et le journal Ouest-Éclair du 9 juin 1904 en décrit une autre : « Plusieurs inondations ont eu lieu à Kérinou lundi soir à la suite des pluies qui sont tombées avec une violence extraordinaire. L'eau a atteint dans plusieurs maisons une hauteur de 1,50 mètre ». Ces inondations se poursuivent de nos jours (par exemple celles de mai 2008 et du 31 août 2008), aggravées par l'urbanisation du bassin-versant du ruisseau local, en dépit d'importants travaux réalisés ces dernières années pour les éviter (par exemple la construction de bassins de rétention d'eau comme celui réalisé en 2001 rue Choiseul). De nouvelles inondations graves se sont produites le 24 octobre 2011 en raison des pluies record survenues : près de 105 mm d'eau en 24 heures, ce qui n'était jamais encore survenu depuis que des relevés existent en 1945.
Pendant la Première Guerre mondiale, l'hôpital temporaire no 11 ouvre dans les locaux de l'école Notre-Dame-de-Bonne-Nouvelle à Kérinou et l'hôpital temporaire no 5 s'installe dans les locaux de l'école des Frères de Kérinou, accueillant de nombreux soldats blessés ou malades ; par exemple dès le 1er novembre 1914 un train chargé de 415 soldats arrive à Brest, et ceux-ci sont répartis entre les différents hôpitaux de la ville, y compris ces hôpitaux temporaires.
Les commerces étaient alors très nombreux à Kérinou. Leur liste vers 1920-1930 a été établie. Le quartier de Kérinou a toujours été très animé, par exemple lors des fêtes de mi-carême.

#### La Première Guerre mondiale et l'Entre-deux-guerres

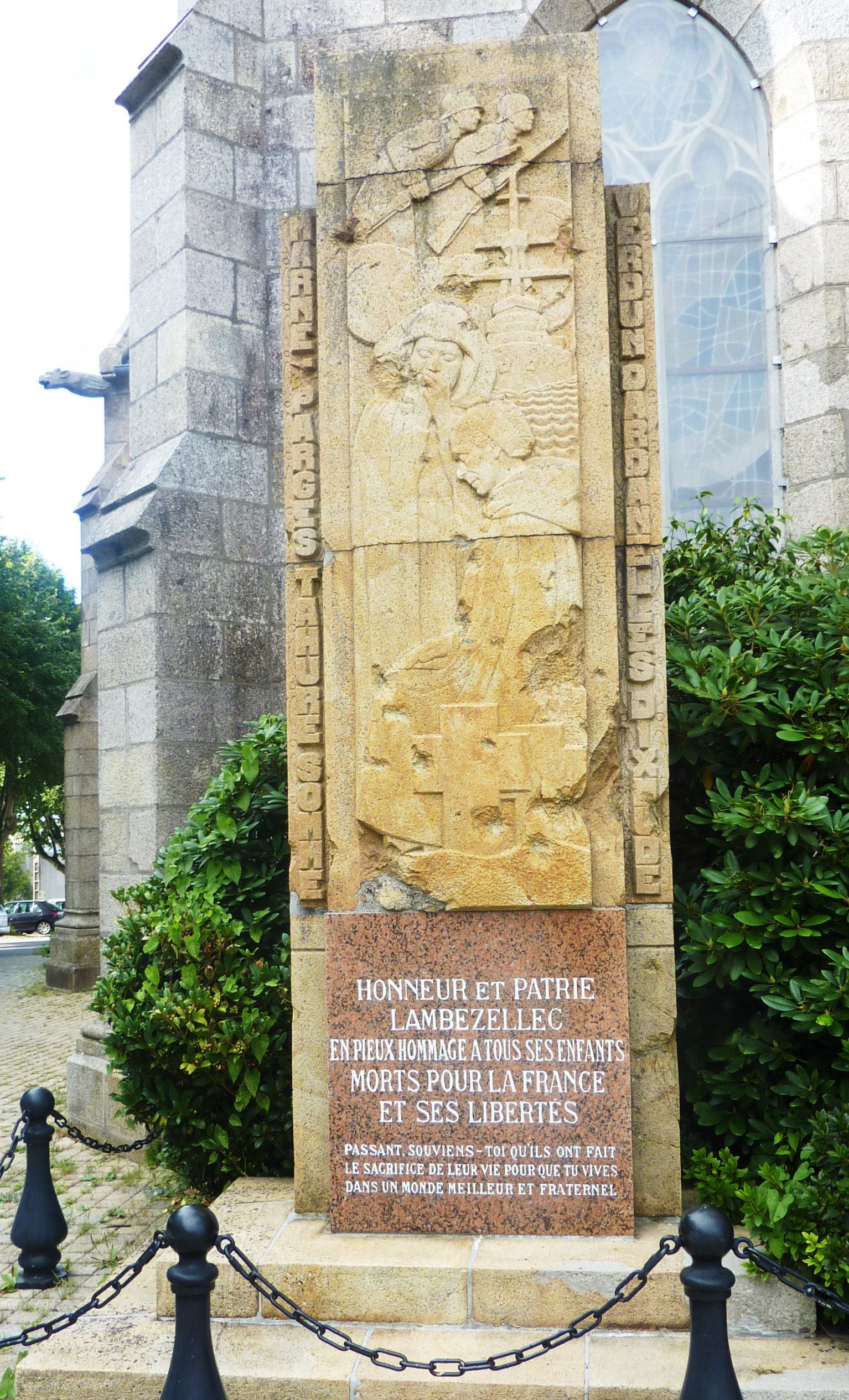
Brest : le monument aux morts de Lambézellec est le seul en Bretagne en microgranite de Logonna.

Le 26 mai 1904, le maire de Lambézellec réquisitionne le 6e régiment colonial pour protéger les boulangeries attaquées par les ouvriers boulangers en grève, appuyés par les dockers de Brest.« Dans la banlieue de Brest, à Saint-Pierre-Quilbignon notamment, à Saint-Marc et à Lambézellec, des boulangeries ont été pillées »
En 1913 commence l'électrification de Lambézellec.
En 1917-1918, les Américains, qui ont fait du port de Brest une tête de pont pour leur effort de guerre, installent à Pontanézen un vaste camp militaire.
En mai 1918, le maire de Lambézellec prend un arrêté anti-tabac : « Tout adolescent de moins de 16 ans rencontré dans les rues en train de fumer sera appréhendé et fouillé ; son tabac sera confisqué et ses parents seront rendus responsables devant le tribunal de simple police. Le même arrêté interdit aux femmes, non l'achat, mais l'usage du tabac dans les lieux publics ».
En 1932 est créé le Patronage laïque de Lambézellec, mais des clubs sportifs avaient été créés plus tôt : dès 1906, on trouve trace de la Jeunesse Sportive Kérinéenne et de l' Association Sportive de Lambézellec.
Le 18 septembre 1934, le cinéma Family de Kérinou est détruit par un incendie.

#### La Seconde Guerre mondiale
Pendant la Seconde Guerre mondiale, l'école de Bonne-Nouvelle, dont le bâtiment principal a été reconstruit en 1935, connaît une période noire de son histoire. Dès juin 1940, date de l'arrivée des troupes allemandes à Brest, elles occupent l'école. Mais surtout, à partir du mois de juillet, la Gestapo investit les lieux et y resta jusqu'en 1944. Beaucoup de résistants y furent torturés. L'école subit également les bombardements du Siège et sera très endommagée. Elle fut à nouveau occupée en septembre et octobre 1944 mais par une division américaine, cette fois, affectée au déminage de la ville. La classe recommença chaotiquement en 1945, l'école devint un collège, puis un lycée privé qui ferma dans les premières années du XXIe siècle et les bâtiments furent démolis pour laisser place à des immeubles d'habitation.
Le matin du 14 juillet 1943, le bourg de Lambézellec, au réveil, est pavoisé de rubans tricolores, et parsemé d'inscriptions anti-nazies, placés pendant la nuit par quatre résistants : Jacob Mendrès, Germain Riou, Georges Larvor et Louis-François Berthou (tué le 14 juillet 1944 à Saint-Méen).
Dans la nuit du 26 au 27 août 1943, Raoul Armand, un chauffeur, est tué par une sentinelle allemande. Le 7 octobre 1943, Roger Le Cosquer, détenu dans une prison allemande à Lambézellec, est tué par un soldat allemand alors qu'il tentait de s'enfuir par une fenêtre.
En 1944, Auguste Kervern, maire de Lambézellec, installe son poste de commandement dans un refuge de la défense passive en béton situé dans le bois de l'ancienne brasserie ; 1500 Lambézellecois environ n'ont pas obéi à l'ordre d'évacuation et sont restés vivre dans leur commune, trouvant refuge lors des bombardements et des combats (jusqu'à la fin des combats le 9 septembre 1944), soit dans la campagne avoisinante, soit dans le bois de la Brasserie où 49 d'entre eux trouvèrent la mort. La vie quotidienne à Lambézellec pendant la Seconde Guerre mondiale a été décrite entre autres témoignages par Marguerite Sire.
Plusieurs habitants de Lambézellec ont été déportés, parmi eux : Louis Brenner, né le 21 juin 1896 à Saint-Cadou en Sizun, mais domicilié rue Anatole-France à Lambézellec, peintre, fut arrêté une première fois le 3 juillet 1941 en raison de ses opinions politiques (communiste), libéré et arrêté une seconde fois le 21 septembre 1941, transféré au camp de Royallieu près de Compiègne d'où il est déporté au camp de concentration d'Auschwitz où il meurt, probablement gazé, le 19 septembre 1942 ; Henri Léon, né le 7 mai 1899 à Lambézellec d'une fille-mère Marie Guillonette Léon, décédé le 5 juillet 1944 au camp de concentration de Sachsenhausen.
François Fouquat, né le 17 juillet 1922 à Poullaouen, voilier-gréeur à l'arsenal de Brest, partit d'Ouessant en Angleterre dès le 20 juin 1940 ; après avoir suivi une instruction militaire en Angleterre, il est affecté comme sergent à Brazzaville en mai 1941, puis fait partie de la colonne Leclerc, participant aux combats du Fezzan, de Tripolitaine et de Tunisie. Après avoir été affecté au quartier général de De Gaulle le 1er juin 1943, il est parachuté dans l'Ain le 21 décembre 1943 et participe à des actions de sabotage, notamment en région parisienne. En juin 1944 il rejoint le maquis du Morvan, participant notamment aux combats de Lormes. Blessé lors d'un combat le 15 juin 1944, il est achevé par les Allemands. Il est promu à titre posthume lieutenant, Compagnon de la Libération, chevalier de la Légion d'honneur et est titulaire de plusieurs autres décorations. Il est inhumé au cimetière de Lambézellec.
La vie quotidienne sur la "Place de Bretagne" à Lambézellec vers le milieu du XXe siècle dans les baraques en bois issues de la reconstruction provisoire de la ville après la Seconde Guerre mondiale.

#### La fin de l'indépendance communale

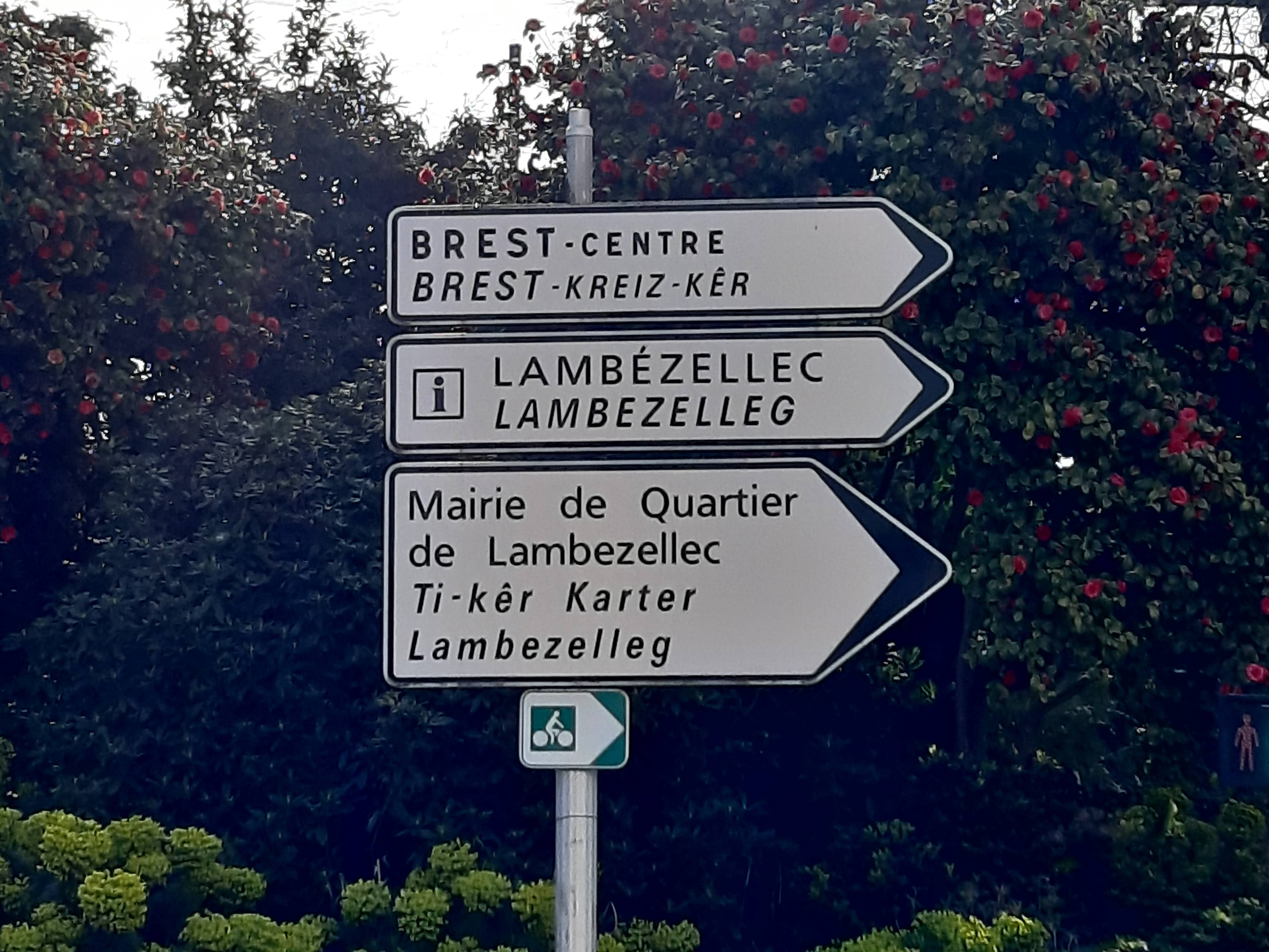
Panneau routier à Lambézellec.

Dès décembre 1905, le Conseil municipal de Brest avait voté une motion en faveur de l'annexion de Lambézellec, qualifiée de « plus grande commune rurale de France », mais qui n'avait pas été suivie d'effet. L'indépendance communale de Lambézellec prend fin par l'ordonnance du 27 avril 1945 avec la création du "Grand Brest", Brest absorbant les trois communes voisines : Lambézellec, Saint-Marc et Saint-Pierre-Quilbignon afin de faciliter sa reconstruction. Lambézellec a conservé sa mairie-annexe.

## Démographie
En 1921, la "Revue générale d'administration" écrit : « La commune rurale la plus peuplée de France est (...) Lambézellec qui, sur un total de 19300 habitants, n'en a que 1495 agglomérés ». Déjà en 1903 la même revue écrivait que la section de Kérinou avait alors 4823 habitants et celle du Pilier-Rouge 690 habitants.
| 5381  | 6092  | 6019  | 6701  | 7739  | 8163  | 9548  | 10131 | 11031 | 12549 | 9237  | 12216 | 11635 | 12379 |  |  |  |
| 1881  | 1886  | 1891  | 1896  | 1901  | 1906  | 1911  | 1921  | 1926  | 1931  | 1936  | 1946  | 1954  | 2008  |  |  |  |
| 12502 | 15641 | 16084 | 16416 | 19187 | 19916 | 19317 | 18827 | 16968 | 16761 | 19227 |       |       |       |  |  |  |
|       |       |       |       |       |       |       |       |       |       |       |       |       |       |  |  |  |

## Politique et administration
| Période                                  | Période | Identité                                        | Étiquette | Qualité |
| ---------------------------------------- | ------- | ----------------------------------------------- | --------- | --- |
| 1800                                     | 1808    | Alegot                                          |           | |
| 1808                                     | 1826    | Jean Bouët                                      |           | négociant, armateur                                                                                               |
| 1826                                     | 1830    | Pierre Tartu                                    |           | Suspendu le 22 septembre 1830                                                                                     |
| 1830                                     | 1838    | Jean Bouët                                      |           | négociant, armateur, conseiller général puis conseiller d'arrondissement du canton de Brest-2 Décédé en fonctions |
| 1839                                     | 1844    | Augustin Dupuy                                  |           | Démissionne en février 1844                                                                                       |
| 1844                                     | 1846    | Pérès, puis Nicol                               |           | Tous deux maires intérimaires                                                                                     |
| 1846                                     | 1848    | Jean-Marie-Alexandre Bouët (fils de Jean Bouët) |           | poète, journaliste, écrivain, conseiller général du canton de Brest-2 (1848-1861)                                 |
| 1848                                     | 1851    | Désiré Faque                                    |           | |
| 1851                                     | 1860    | Jean-Julien Cumin                               |           | |
| 1860                                     | 1862    | Eugène Lejeune                                  |           | |
| 1862                                     | 1876    | Athanase Michel-Morand                          |           | |
| 1876                                     | 1878    | Jean-Antoine Simon                              |           | |
| 1878                                     | 1884    | Louis Bernard                                   |           | |
| 1884                                     | 1886    | Jean-Antoine Simon                              |           | |
| 1888                                     | 1892    | Frédéric Hautin                                 |           | |
| 1892                                     | 1896    | Jean-Antoine Simon                              |           | |
| 1896                                     | 1898    | Joseph Lejeune                                  |           | |
| 1898                                     | 1904    | Pierre-Joseph Sevré                             |           | Sabotier, puis boucher-charcutier - Municipalité socialiste                                                       |
| 1904                                     | 1908    | Antoine Simon                                   |           | |
| 1908                                     | 1912    | Alain Le Fur                                    |           | Municipalité socialiste                                                                                           |
| 1912                                     | 1919    | Jean-Auguste Cloarec                            |           | |
| 1919                                     | 1920    | Joseph Kerbastard                               |           | Industriel - Municipalité socialiste                                                                              |
| 1921                                     | 1941    | Michel Hervé                                    |           | Municipalité socialiste                                                                                           |
| 1941                                     | 1941    | Yves Montfort                                   |           | Maire intérimaire                                                                                                 |
| 1942                                     | 1944    | Auguste Kervern                                 |           | Pharmacien - Maire nommé par le gouvernement de Vichy                                                             |
| Les données manquantes sont à compléter. |         |                                                 |           | |

## Monuments et sites
- Église Saint-Laurent.Monuments et sites religieux :

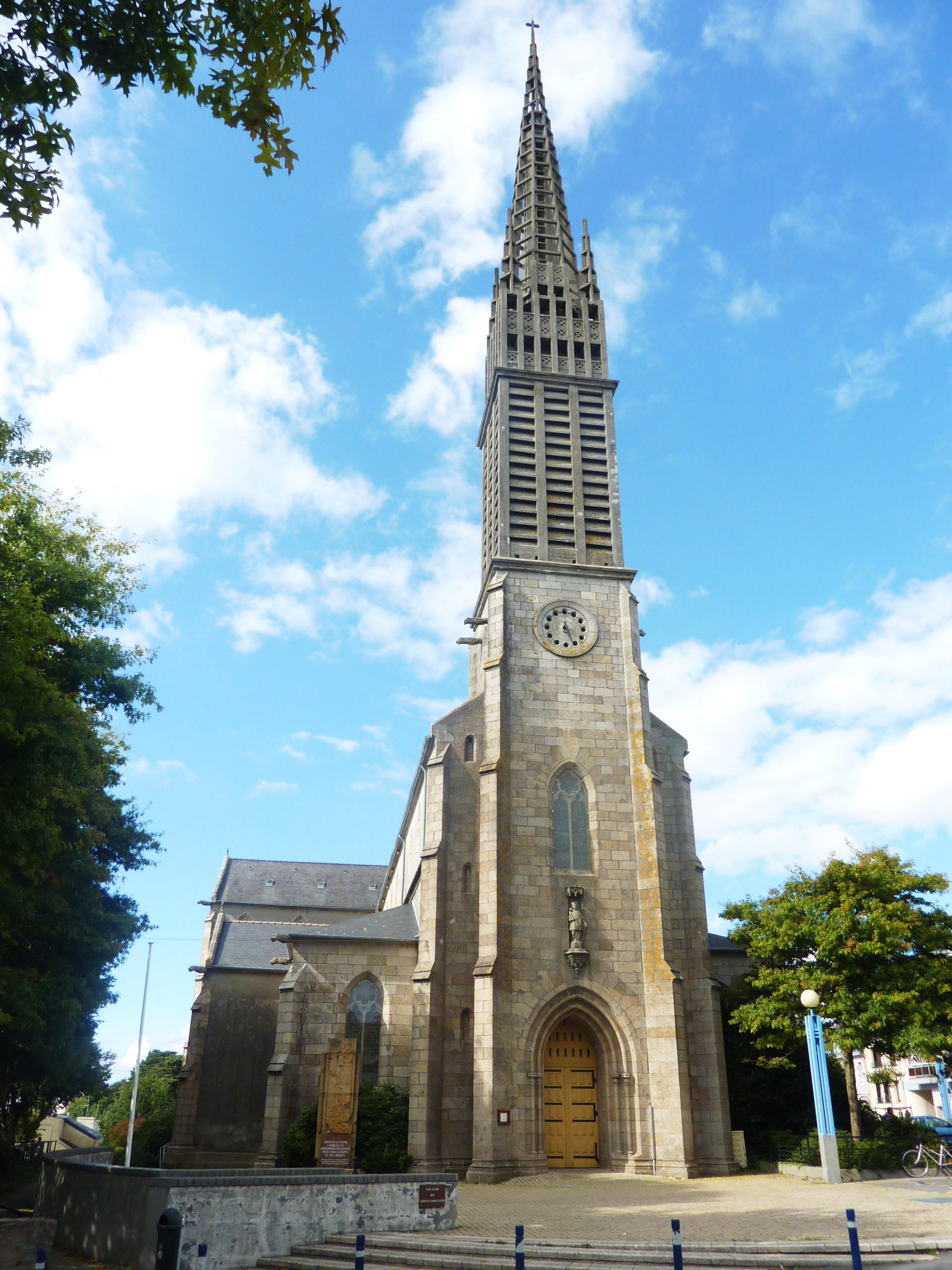
Église Saint-Laurent.

  - L'église paroissiale Saint-Laurent avait comme patron au XVIe siècle saint Florent ; par la suite saint Laurent s'y substitua. La décision a été prise vers 1854 de détruire l'ancienne église, qui datait de 1750 et était fortement détériorée. L'église actuelle a été achevée en 1865, construite par l'architecte Joseph Bigot. Elle est polylithique : granite de l’Aber-Ildut pour la pierre de taille, kersanton pour les travaux d’ornementation, granite de la région quimpéroise pour la flèche, ardoises du bassin de Châteaulin pour la toiture, gneiss locaux pour les moellons, réemploi de vieilles pierres[123]. Les vitraux sont d'André Bouler. Son clocher fut détruit par un obus américain pendant la Seconde Guerre mondiale et reconstruit ensuite en 1951-1952 et vient d'être restauré en 2009[124]. L'ancienne église de Lambézellec possédait un groupe de statuettes en bois d'une hauteur moyenne de 65 cm représentant un certain nombre de personnages de la Nativité et de l'Adoration des Bergers et des Mages représentés sous les traits de paysans et de paysannes de Lambézellec dans leur costume du temps de la Restauration, entreposés ensuite dans l'ancien musée d'art et de religion de Brest désormais disparu[125].
  - La chapelle Sainte-Anne de Kérinou existait dès 1519. Son pardon se tenait le 2e dimanche de septembre[126]. Située rue Robespierre, de style néogothique, elle est désormais désaffectée[127].
  - La chapelle Saint-Guénolé sur les bords de la Penfeld, ancien site d'un culte des eaux et de la fécondité.
  - D'autres chapelles ont disparu : celle de Notre-Dame-du-Calvaire, celle de Notre-Dame-de-Bonne-Nouvelle (restaurée en 1826, démolie vers 1970).
  - L'église Saint-Joseph du Pilier-Rouge est construite au début du XXe siècle, la paroisse étant créée le 26 juin 1907.
  - Une église moderne est située sur la place centrale de Kérinou.
- Monuments et sites civils :

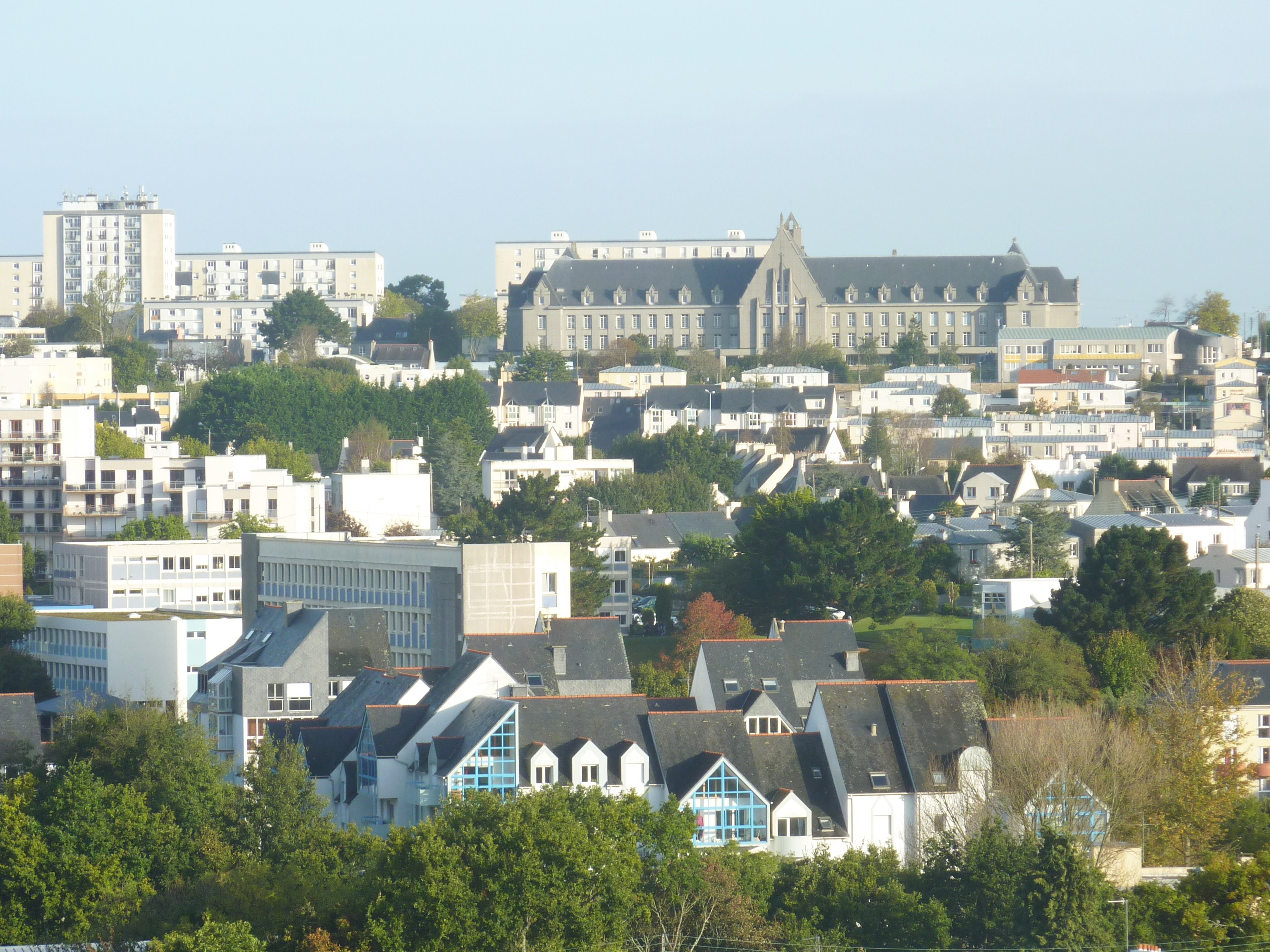
Brest : la partie sud-est de Lambézellec.
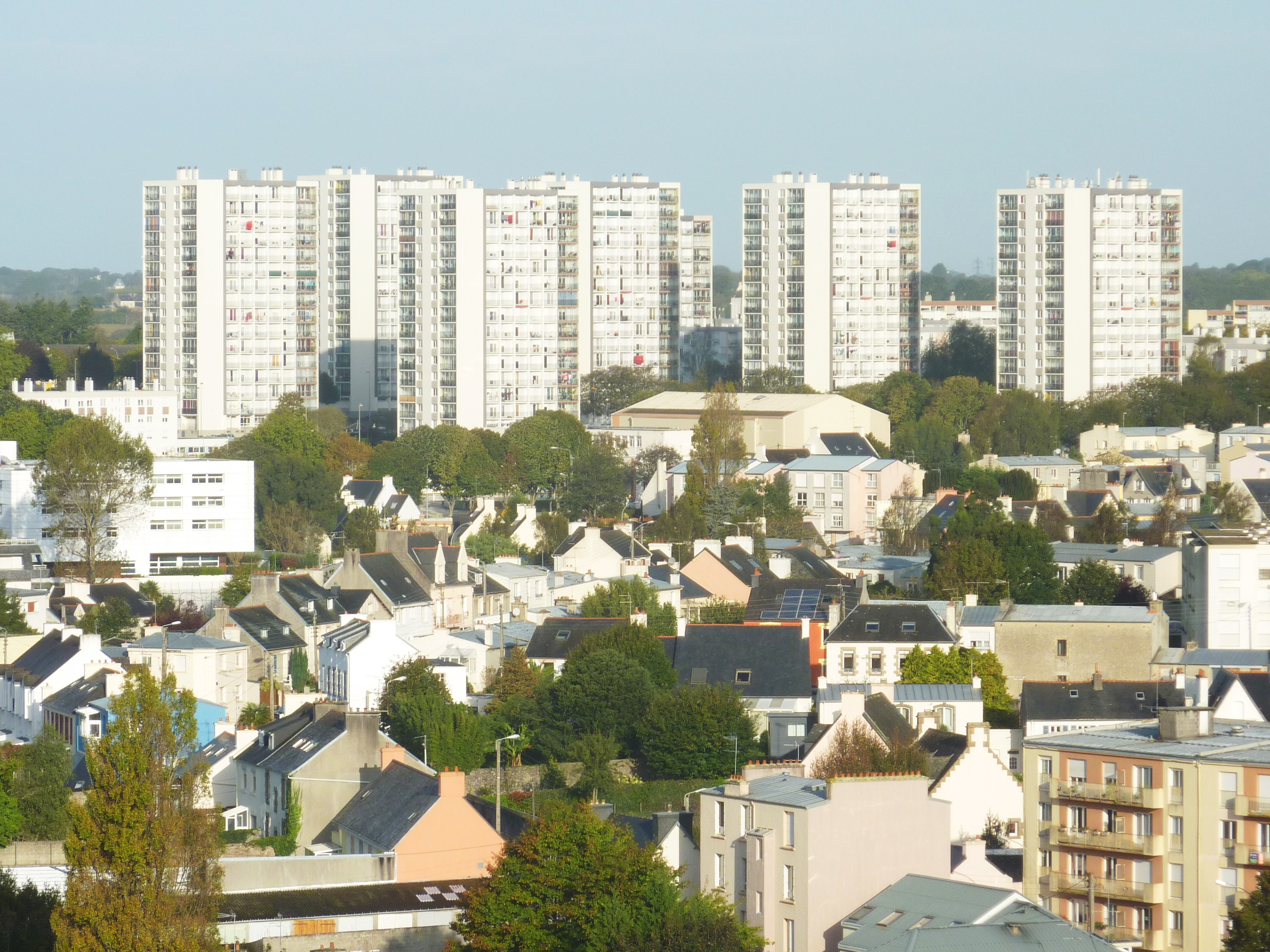
Brest : Kérinou et les tours de Kérédern Tréornou.
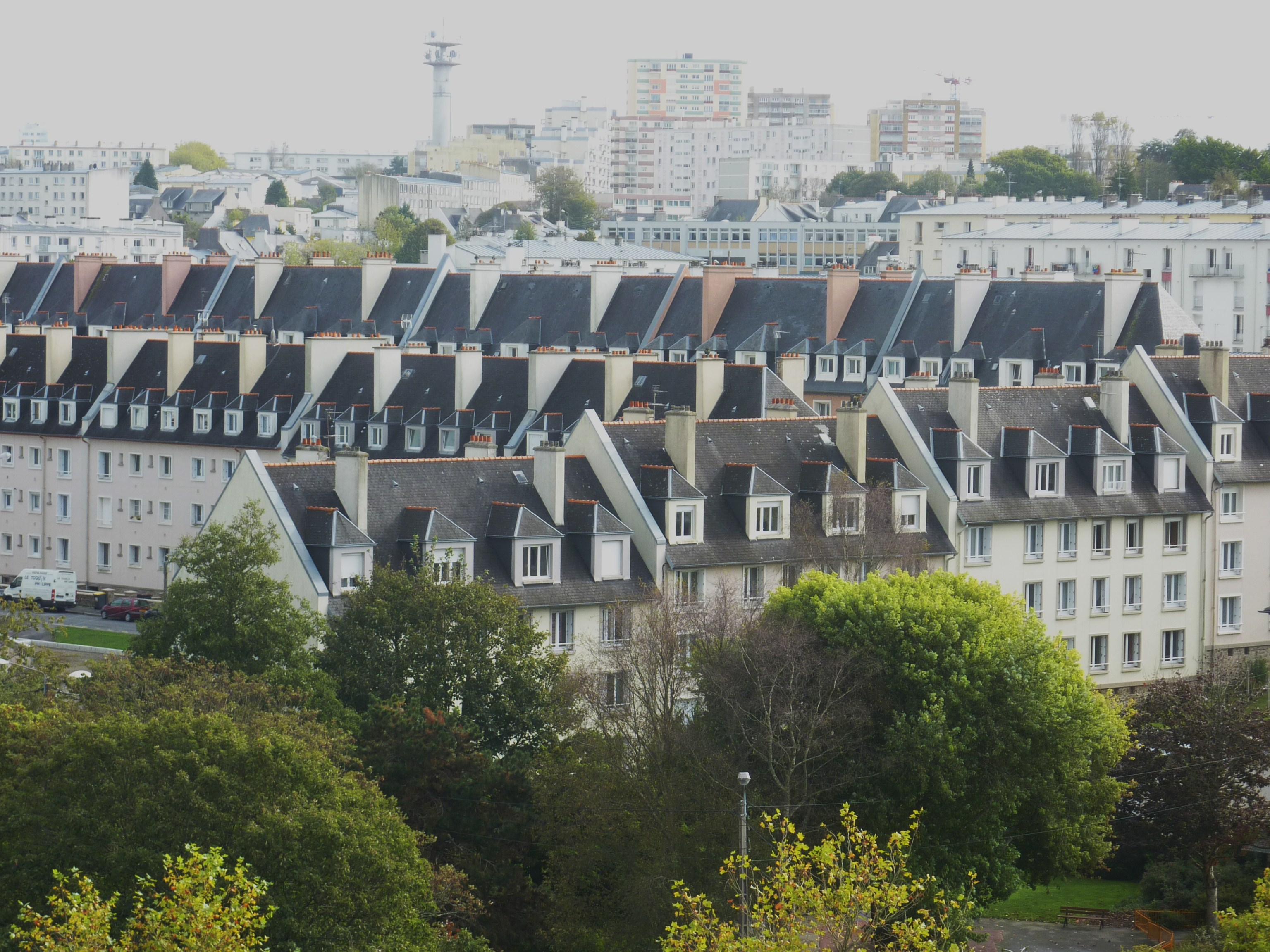
Brest : les immeubles du quartier boulevard Montaigne - Rue Tissot typiques de la reconstruction du début des années 1950.

## Chanson traditionnelle
- La célèbre chanson La complainte de Jean Quéméneur, d'Henri Ansquer, évoque Lambézellec :

[...]

Sa mère était une Kermarec

Vous savez bien d'Lambézellec

Une grosse puant du bec

Qui n'eut pas d'chance

Avec Jean, son premier mari

Bon garçon, mais faible d'esprit

Qui dans son grenier se pendit

À Recouvrance

[...]

## Personnalités liées à la commune
- La famille Bouët[128] a marqué l'histoire de la commune :
  - Jean Bouët, né en 1767 à Démouville (dans le département actuel du Calvados), négociant, armateur, maire de Lambézellec dans le premier tiers du XIXe siècle, décédé à Lambézellec le 3 décembre 1838.
    - Jean-Marie-Alexandre Bouët, né à Brest le 23 novembre 1798, poète, négociant, journaliste, lauréat de l'Académie française en 1822 pour son ouvrage La Restauration des lettres et des arts en France sous François Ier[réf. nécessaire], fonda les journaux et revues Finistère en 1830, Brestois en 1832, Armoricain en 1833, Revue bretonne en 1844, à l'existence plus ou moins éphémère. Il fut le fondateur du premier service de vapeurs en Rade de Brest vers 1847, consul des Pays-Bas à Brest, et président de la Société de secours mutuels de Lambézellec. Maire de Lambézellec, conseiller d'arrondissement, conseiller général, membre de l' Association bretonne, il décéda à Brest le 6 septembre 1857[129]. Il fut l'auteur de maints ouvrages dont Breiz Izel ou la vie des bretons de l'Armorique.
    - Adolphe-Charles-Émile Bouët, né à Brest le 5 décembre 1802, capitaine de vaisseau en 1848, devint contre-amiral le 9 juillet 1860, commandant la division navale du Pacifique sur le vaisseau Bayard. Grand officier de la Légion d'honneur.
    - Auguste Bouët, né à Brest le 11 mai 1806, capitaine au long-cours, collabora aussi à la Revue bretonne, décédé en août 1858
      - Son fils, Alexandre-Eugène Bouët, né le 6 décembre 1833, admis à l'école de Saint-Cyr en 1852, fut par la suite commandant militaire de la Guyane française, puis, devenu général, commanda le corps expéditionnaire français au Tonkin après la mort du commandant Rivière, battit les Pavillons noirs à Hanoï le 15 août 1883 et devint commandant supérieur de toutes les troupes françaises en Cochinchine en 1884. Décédé en avril 1887[130].
      - Son 2e fils, Henri Yorick Joseph, né le 28 juillet 1836 à Anglet, Commissaire de la Marine à Papeete ; il décède à Brest à l’hôpital de la Marine le 28 janvier 1872 âgé de seulement 35 ans ; marié à Papeete en 1867.

  - Louis-Édouard Bouët, né à Brest le 24 avril 1808, devenu par adoption comte Édouard Bouët-Willaumez et décédé à Maisons-Laffitte le 9 septembre 1871 joua un rôle important dans de nombreuses expéditions coloniales françaises des 2e et 3e quarts du XIXe siècle, devint gouverneur du Sénégal en 1843, amiral, préfet maritime de Cherbourg puis de Toulon, sénateur (nommé) à partir de 1865. Grand Croix de la Légion d'honneur. La rue principale de Libreville (Gabon) porte son nom.

Par ailleurs :
- René du Louët (1584-1668), évêque de Cornouaille de 1640 et 1668. Né à Loperhet en 1584, il était le fils de Jean du Louët, seigneur de Coëtjunval en Ploudaniel, de Keranhoat en Loperhet et maints autres lieux dont Quijac en Lambézellec[131].
- Laurent François Legendre (1741-1802), homme politique. Né le 26 avril 1741 au Petit-Gorréquer en Lannilis, avocat au Parlement de Bretagne, fut député du tiers-état aux États généraux pour la sénéchaussée de Brest et siégea silencieusement dans la majorité réformiste. Il fut un des réacteurs assidus du Bulletin de la correspondances des députés du tiers-état de la sénéchaussée de Brest qui parut trois fois par semaine pendant l'Assemblée constituante. Il décéda à Lambézellec le 30 juin 1802[132].
- Charles Guépratte, né le 5 décembre 1777 à Nancy et décédé le 24 octobre 1857 à Lambézellec, savant hydrographe et astronome. Il entre à l'École polytechnique en 1795. En 1810, il devient directeur de l'observatoire de Brest, et de 1812 à 1815, professe sur le vaisseau Tourville. Il est l'auteur de nombreux ouvrages dont Traité élémentaire et complet d'arithmétique (1809), Problèmes d'astronomie nautique et de navigation, Instructions sur le planisphère céleste (1826), Vade-mecum du marin (1852), etc.[133].)
- Françoise Bourguignolle (1790-1849), libraire fouriériste à Brest, a vécu et est décédée à Lambézellec
- Hippolyte Violeau (1818-1892), homme de lettres. Né à Brest le 13 juin 1818 et mort à Lambézellec le 24 avril 1892, est un homme de lettres français, auteur de contes, de poésies édifiantes et d'études littéraires bretonnes.
- Jean Chevillotte, fabricant de chandelles, puis armateur fut adjoint au maire de Lambézellec entre 1826 et 1842. Il est le père de Jean Charles Chevillotte.
- Pierre-Louis Colet, dit Duseigneur, né le 10 mars 1806 à Lambézellec, pharmacien, se consacra vite à la littérature, collaborant à l'Armoricain, membre de l' Association bretonne, publiant divers ouvrages dont Géographie du département du Finistère, Étude sur la Ligue en Bretagne, et des poèmes dont Les Ducs Bretons, poème historique en 14 chants, etc.[134].
- Henri Hombron (1834-1907) né à Lambézellec, a été le premier conservateur du musée des beaux-arts de Brest.
- René Boutegourd (1838-1932), général de brigade né dans la commune.
- Émile Mailloux (1894-1978), officier de marine, né à Lambézellec.
- Eugène Thépot, né le 26 mai 1895 à Lambézellec, ajusteur aux Chantiers normands du Havre, délégué syndical, militant communiste, combat l'occupant nazi au sein de l'Organisation spéciale et est arrêté en juillet 1941 au Havre et emprisonné à la prison Bonne-Nouvelle de Rouen, puis transféré au camp allemand de Royallieu près de Compiègne, déporté le 6 juillet 1942 au camp d'Auschwitz où il décède le 8 août 1942[135].
- Berthe Sylva (1885-1941), chanteuse française né à Lambézellec (Berthe Sylva est le pseudonyme de Berthe Francine Ernestine Faquet). Elle serait née à Kerloïs tout près de l’ermitage de Keramoal. Elle fut l'une des chanteuses les plus populaires de l'entre-deux guerres. Elle interprète Les Roses blanches, Du gris, Frou-Frou.
- Jean Bleuzen (1906-1944), héros de la Résistance membre du bataillon Hildevert (réseau Armand-Spiritualist).
- Jean David (1924-2013), écrivain. Né rue du Moulin à poudre à Lambézellec, il va à l'école de Keralloche puis au Lycée de Brest jusqu'en 1943. Il rentre dans la résistance fin 1943. Il devient officier de la Compagnie de Choc Bretagne et participe à la libération de la pointe de Grave en avril 1945. Après la guerre, il vit à Paris et fait la connaissance du philosophe Emmanuel Mounier. Il s'installe ensuite à Brest (rédacteur à la mairie de Brest). Il y écrit ses premiers romans. Il quitte la ville en 1958 afin de poursuivre sa carrière dans l'administration. Prix Fénéon 1955, Prix Bretagne 1965, Prix Louis-Guilloux 1985. Médaille de la Résistance, Croix de guerre 1939-1945, Officier de la Légion d’honneur, Bronze Star Medal (États-Unis). Il fut aussi sénateur de l'Aube (1978-1980).

## Livres et revues
Lambézellec est évoqué dans de nombreux ouvrages. Par exemple :
- Hippolyte Violeau : Histoires de chez nous : Arsène Michelin, 1865[136].
- L'association « Mémoire de Lambézellec »[137] a publié Lambézellec, l'album du siècle, éditions Le Télégramme. Ce livre contient de nombreuses photos anciennes sur Lambézellec.
- Yvon Tranvouez, Le chanoine Chapalain à Lambézellec (1932-1956), éditions de la Cité, 1989 (récit de l'action de ce curé de Lambézellec, formé avant 1914 dans le catholicisme social, ayant des sympathies pour le mouvement du Sillon dans une paroisse mi-rurale mi-urbaine, encore marquée par l'hostilité entre la tradition ouvrière, socialiste et anticléricale brestoise et la tradition chrétienne du Léon, mais dont les mentalités ont évolué dans le courant du XXe siècle).
- Journal de Lambé, revue locale du bourg de Lambézellec[138].
- Keriniouzes, revue locale du quartier de Kérinou.

## Enseignement

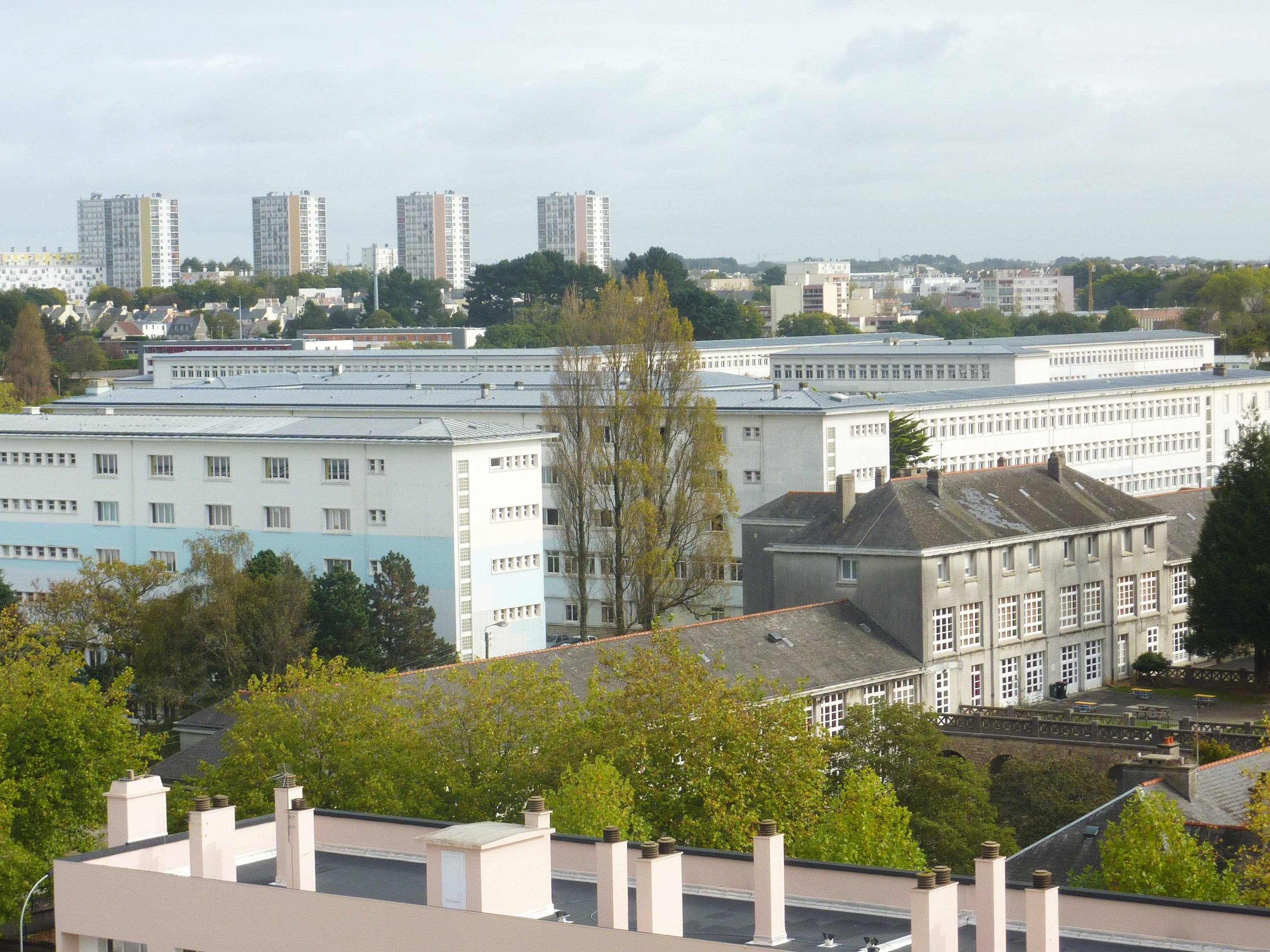
Brest : la cité scolaire de Kérichen et les tours de Pontanézen.

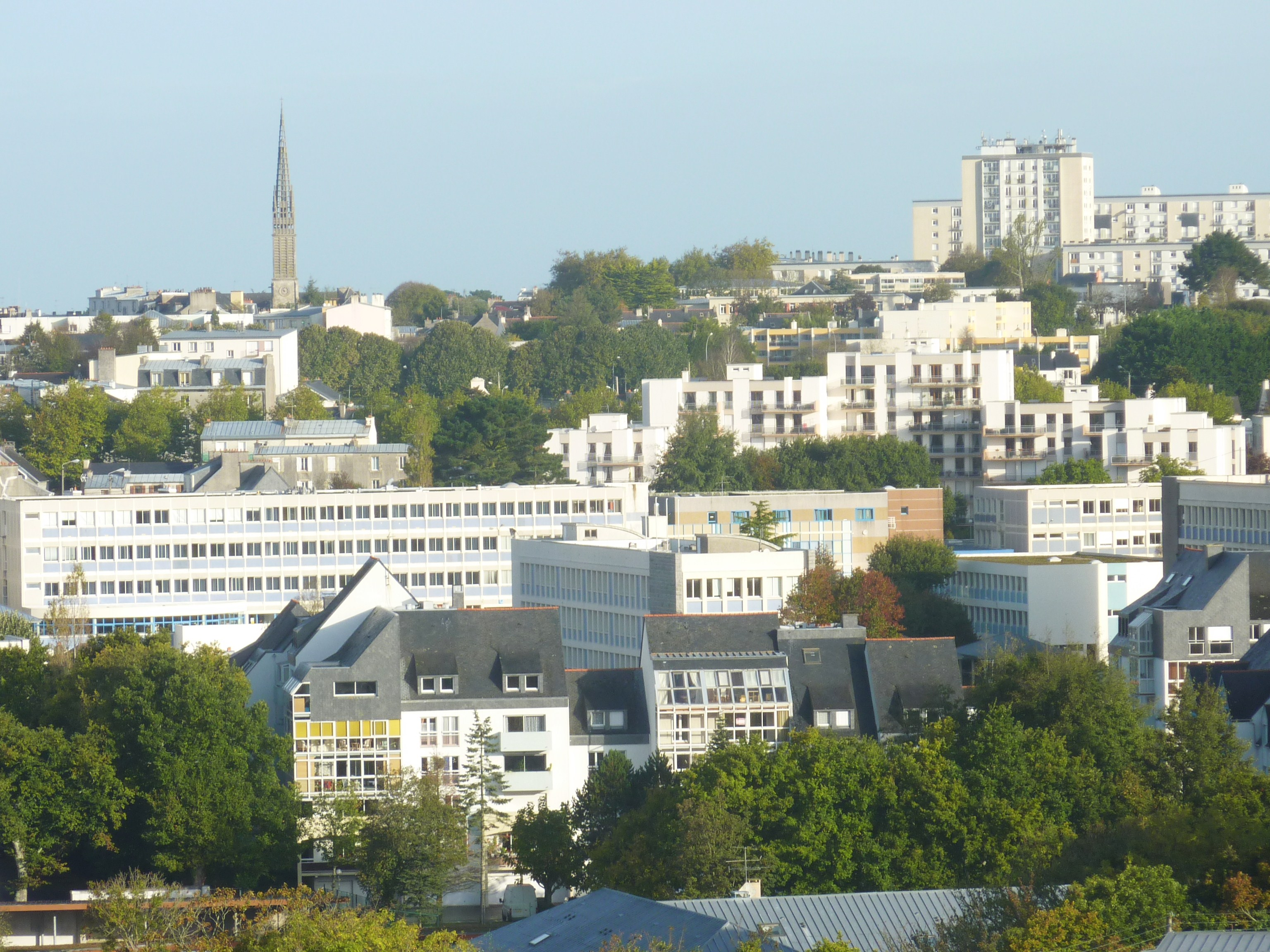
Brest : le groupe scolaire privé de la Croix-Rouge et l'église de Lambézellec.

Le quartier de Lambézellec possède de nombreux établissements d'enseignement :
- Des écoles maternelles et primaires :
  - Écoles publiques :
    - École Ferdinand Buisson (au bourg de Lambézellec) déconstruction et reconstruction livraison prévue pour 2029[139]
    - École Jean Rostand
    - École de Kérichen
    - École de Kérinou[140], rouverte dans de nouveaux locaux en 2008
    - École Paul Dukas

  - Écoles privées :
    - Groupe scolaire de la Croix-Rouge
    - École Saint-Laurent
    - École Ange Gardien
- Des collèges :
  - Collège de Kérichen
  - Collège de Pen-ar-C'hleuz
  - Collège de la Croix-Rouge
- Des lycées (les trois premiers cités font partie de la cité scolaire de Kérichen):
  - Lycée de Kérichen[141] (public)
  - Lycée Vauban[142] (public)
  - Lycée Jules Lesven (public)
  - Lycée de la Croix-Rouge (privé)
- Des établissements d'enseignement supérieur
  - Classes préparatoires :
    - Lycée de Kérichen
    - Lycée Vauban
    - Lycée de la Croix-Rouge

  - Des grandes écoles :
    - ENSTA Bretagne (anciennement ENSIETA) (École nationale supérieure de techniques avancées Bretagne)[143].
    - ISEN Brest (Institut supérieur de l'électronique et du numérique)
    - IDPCES Brest, institut privé (Préparation aux concours médicaux, paramédicaux et sociaux et préparation au BTS Economie sociale et familiale (ESF).
    - ELYTIS Brest (Formation aux carrières de l'Administration des Entreprises, de la Banque, du Commerce, de l'Immobilier et du Tourisme), privé

## Sport

### Football
- La section football du Patronage Laïque de Lambézellec (créé en 1932) comprend environ 200 licenciés. Les séniors A ont déjà été jusqu'en Division d'Honneur. Lors de la saison 2007-2008 et 2010-2011, le PLL a été jusqu'au 3e tour de la Coupe de France de football.

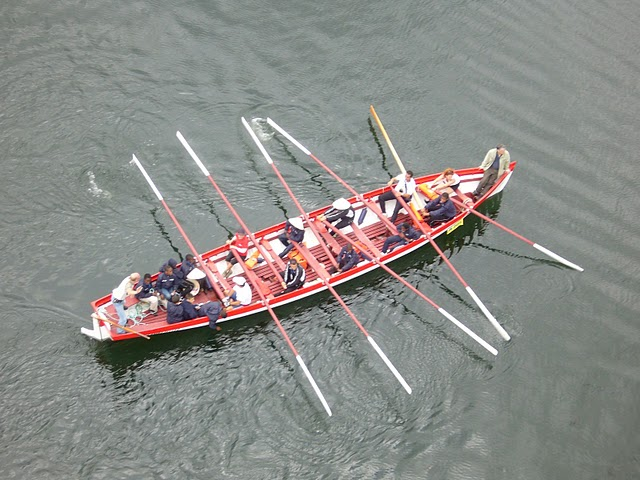
La yole de Bantry Fraternité lors de « Brest 2008 ».

## Équipements sportifs
- Le Stade Robert Arnault, qui comprend 1800 places, dont 350 assises. Le type de surface est du gazon naturel. Il n'y a pas d'éclairage.

## Bateau traditionnel
La yole Fraternité a été construite initialement par le club d'aviron Karen de Bohars et restaurée depuis et utilisée par le Patronage laïque de Lambézellec. Fraternité est une « yole de Bantry », réplique du plus ancien bateau français conservé, une annexe de La Résolue capturée le 21 décembre 1796 par une milice locale au large de Bantry (Irlande) et conservée depuis au Musée National de Dublin.

## Musique/Divers
Le groupe de rock breton Matmatah a rendu hommage à Lambézellec dans une chanson qui figure sur leur album La Ouache (1998) intitulée Lambé An Dro.